# 楠木正儀
楠木 正儀（くすのき まさのり）は、南北朝時代の武将、公卿。楠木氏棟梁。
南朝総大将として北朝から京を4度奪還。また、槍を用いた戦術を初めて普及させ、兵站・調略・後詰といった戦略を重視し、日本の軍事史に大きな影響を与えた。一方、後村上天皇の治世下、和平派を主宰し、和平交渉の南朝代表を度々担当。後村上天皇とは初め反目するが、のち武士でありながら綸旨の奉者を務める等、無二の寵臣となった。しかし、次代、主戦派の長慶天皇との不和から、室町幕府管領細川頼之を介し北朝側に離反。外様にもかかわらず左兵衛督・中務大輔等の足利将軍家や御一家に匹敵する官位を歴任した。三代将軍足利義満に仕え、幕府の枢要河内・和泉・摂津住吉郡（合わせてほぼ現在の大阪府に相当）の二国一郡の守護として、南朝臨時首都天野行宮を陥落させた。頼之失脚後には南朝に帰参し、議政官である参議に任官している。正儀の南朝への攻撃と復帰は南朝内部の和平派伸長につながり、和平派の後亀山天皇の即位と南北朝和約につながったと評価されている。

## 概要
1330年代初頭、後醍醐天皇の寵臣である武将楠木正成の三男として誕生する。延元元年/建武3年（1336年）5月25日に父を湊川の戦いで失う。さらに、兄の正行と正時も、正平3年/貞和4年（1348年）1月5日四條畷の戦いで戦死したため、急遽楠木氏棟梁と南朝総大将の地位を継ぎ、幕府を代表する名将高師直・高師泰兄弟と戦った（→初陣）。1月中旬、南北で第一回の和平交渉があったが破断（→和平交渉（1348年））。1月下旬には南朝臨時首都吉野行宮が陥落して国家滅亡の危機に陥るが、2月8日に高兄弟の軍に一矢報い、辛くも撤退させた（→吉野行宮陥落）。この後、正儀は巻き返して一定の戦果を収めるも、室町幕府も将軍足利尊氏の弟直義の養子（尊氏の非嫡子）足利直冬ら若い世代の武将を起用して、夏・秋に再び攻勢をかけたため、依然として苦しい戦いが続いた（→足利直冬との戦い、→続く戦乱）。
正平4年/貞和5年（1349年）閏6月、幕府では執事高師直と直義の間の対立が深まり（観応の擾乱）、正平5年/観応元年（1350年）10月には直義が南朝方について勢力挽回を画策、正平6年/観応2年（1351年）2月17日には打出浜の戦いで直義が南朝方として幕府に勝利、高兄弟も暗殺されたため、劣勢の南朝は一時的に勢力を回復した（→足利兄弟の内紛）。直義の仲介で南北朝間初の本格的な和平交渉が進み、和平派筆頭の正儀は南朝方の窓口として交渉を取り持ったが、後村上天皇や公卿洞院実世、正儀の同族で副将の和田正武ら南朝の要人はまだ主戦派が多く、中立派で南朝の支柱准大臣北畠親房も直義との政治議論が相容れなかったため、結局は5月16日に正式に破断した（→和平交渉（1351年初））。和睦失敗で南朝方に対して一番怒り狂ったのが正儀で、直義が後村上天皇を討つなら自分も幕府側に寝返って加勢するとまで口走ったという噂さえ立つなど、父の正成と似た性格だったことがうかがえる。同年10月24日、今度は将軍尊氏が南朝に降るという奇策で弟の直義に勝利し、一時的に南北は合一、年号も南朝の正平に統一され、正平の一統が成立した（→正平の一統）。
正平7年（1352年）閏2月20日、尊氏が関東遠征中の隙を狙い、旧南朝方は主権の完全回復を目指し、正儀・和田正武・伊勢国司北畠顕能らが京都を制圧、天下は再び南北朝に分かれた（→第一次京都攻防戦）。幕府の宰相中将足利義詮（尊氏の嫡子、後の二代将軍）は逃れ、有力武将細川頼春（後の幕府管領細川頼之の父）も討死した。三種の神器と上皇らを奪われた幕府は、半ば違法とも言える手続きで後光厳天皇を北朝天皇として即位させざるを得ず、以降正統性の低下に苦しんだ。一方、南朝も3月15日には京都を再奪回され、八幡（現在の京都府八幡市）で二ヶ月間の籠城の末、賀名生（奈良県五條市賀名生）に行宮を定めて逃れた（八幡の戦い）。
しかし、南朝にはまだ旧直義党の有力武将吉良満貞・石塔頼房の両将が在籍していて余力があり、正儀は二人と共同して同年8月15日から翌年3月末にかけて摂津国（現在の大阪府北中部から兵庫県南東部）に進軍、幕府の赤松光範・佐々木秀綱・佐々木高秀・土岐頼康・仁木義長らを撃破した（→摂津侵攻）。南朝の快進撃に山名時氏親子も合流し、正平8年/文和2年（1353年）6月9日、南朝は二度目の京奪還を成功させるが、幕府に琵琶湖側からの補給線を遮断され、さらに正儀が播磨国防衛に赴いて京都不在中に幕府方が大軍を伴って再挙したため、南朝方は7月24日には都を撤退した（→第二次京都攻防戦）。
正平9年/文和3年（1354年）4月17日、南朝の事実上の最高指導者准后北畠親房が世を去り、南朝の衰退に拍車がかかる。後村上天皇はこの期に及んでも京都回復を夢見て、南朝方に帰順していた足利直冬を主将、正儀を副将として、正平10年/文和4年（1355年）1月22日から3月13日まで3回目の京都奪回に成功するが、今度は幕府方に将軍足利尊氏自らが戦いに加わったため、やはり短期間の制圧に終わり、戦死者が増えるだけだった（→第三次京都攻防戦、神南の戦い）。
正平14年/延文4年（1359年）には、新将軍となった義詮の本格的な親征によって立て続けに領土を奪われ（→足利義詮の南征）、翌年1月の和平交渉も破断（→和平交渉（1360年））。正儀の本拠地赤坂城が落とされるなど、南朝はついに滅亡の淵に立たされるが、正儀が幕府の遠征を長引かせることで、幕府の有力者仁木義長・関東執事畠山国清・幕府執事細川清氏らの対立が表面化したため、義詮は完全征服を前に撤退せざるを得なくなった（→南北相次ぐ離反）。
正儀と南朝側に離反した細川清氏によって、正平16年/康安元年（1361年）12月8日から12月27日まで、南朝は4回目にして最後となる京都奪還を成功させた（→第四次京都攻防戦）。二人は幕府と一度の戦いも交えずに京を制圧したが、『太平記』では、正儀と清氏が当時珍しい武器である鑓（槍）を装備した歩兵を採用し、斬新な陣形を用いたおかげであるという描写がなされている（→槍の普及者）。また、撤退時も一度の交戦もなかった。『太平記』では、正儀は補給線の確保も出来ていないのに京を占領するのは無益だと、開戦前からこの攻防戦に批判的だったとして描かれている。
かつて正儀と後村上天皇は敵対関係にあったが、正平20年/貞治4年（1365年）には関係が完全に一転して親密な主従関係にあり、綸旨の奉者という通常は側近中の側近の公家しかなれない役目を、武家の正儀が賜ることもあった（→和平交渉（1367年）、→後村上天皇との関係）。こうしたこともあってか、後村上天皇は徐々に和平派支持に傾き、遠征に失敗した義詮の側でも和平交渉を望んだため、正平21年/貞治5年（1366年）8月末ごろから、南朝では洞院実守を代表として、今までにない規模で交渉が進められた。ところが、天皇が病気で体調を崩したこと、九州では南朝皇族征西大将軍懐良親王が多大な戦果をあげていたことから、南朝では再び主戦派が台頭し、和睦の条件に「北朝と幕府の降参」という文言が盛り込まれた。正平22年/貞治6年（1367年）4月29日、「降参」という語を目にした義詮は激怒、幕府側で和睦交渉に当たっていた佐々木導誉を譴責し、南朝を攻めるとまで言い放った。しかし、後村上天皇は急遽、正儀を代表に起用して交渉を再開させたため、義詮も態度を和らげ、最悪の事態は回避された。またこの頃、南朝の武士としては新田義貞以来の兵衛督（初め右、のち左）に昇進した。
ところが、正平22年/貞治6年（1367年）12月7日に義詮薨去、翌年3月11日に後村上天皇崩御、と連続して両陣営の首脳が世を去った（→後村上天皇崩御）。先帝の百日忌のあと、正儀が和平交渉に向けた努力を続けた形跡があるが、結局交渉は自然消滅した。さらに、後村上天皇の後を継いだ長慶天皇は主戦派であり、人心掌握にも長けていたことから主戦派の影響力を強め、和平派の正儀は南朝内で孤立していった（→長慶天皇即位）。
正平24年/応安2年（1369年）1月2日、正儀は北朝への出奔を決意し、将軍義満に書状を送った（→北朝へ出奔）。正儀の裏切りに、長慶天皇は言うに及ばず、同族の武将和田正武・橋本正督も激怒し、3月16日、正儀は二将からの攻撃を受けて敗走。幕府は赤松光範と細川頼基を派遣して正儀の亡命を手伝った。4月2日、正儀は当時の幕府の実質的指導者管領細川頼之と面会し、翌3日夜に幼将軍の義満に謁見した。頼之は正儀に心酔しており、破格の厚遇を与えた（→北朝での待遇）。北朝の官位としては左兵衛督（足利将軍家と同等）や中務大輔（御一家や地方の大勢力と同等）などを歴任。幕府の守護としては、軍事・商業・交通の要衝であり足利氏祖河内源氏発祥の地でもある河内・和泉・摂津住吉郡の二国一郡の守護となり、通常であれば管領クラスの氏族四人が分割で担当する地域を、たった一人で掌握した。正儀が北朝に出奔したのは、長慶天皇との不和、そして頼之からの熱心な引き抜き工作が直接的な理由だが、一説に、南朝や北朝という枠に囚われず、何らかの形で南北朝の内戦を速く終わらせる道筋を模索していたのではないか、という主張もある（→投降の理由と目的）。
正儀も頼之も戦乱を好まない気質のため、二年ほどは畿内で大きな戦が無かった（→細川頼之との友情）。しかし、そのことが反細川派の武将から猜疑心を呼んだ。建徳2年/応安4年（1371年）4月、正儀の居城である河内瓜破城が南朝に攻撃され、頼之が正儀の救援を号令すると、諸将は正儀が南朝のスパイだと断じて、管領の命令を拒否した。怒った頼之は5月20日未明、管領を辞任すると宣言して寺に引退、将軍義満が慌てて駆けつけて京に引っ張ったが、頼之は帰り道でもごねてずっと正儀救援を主張し続けたため、この時は将軍のお墨付きで正儀への増兵が決まった。瓜破城に対する南朝の大攻勢は11月5日まで続いたが、頼之の支援もあって勝利した。
文中2年/応安6年（1373年）8月10日、征南総将細川氏春のもと、先鋒武将（実質の総大将）として赤松光範と共に南朝臨時首都天野行宮を陥落させた（→天野行宮攻防戦）。同族の武将橋本正督も北朝に投降し、正儀はいよいよ勢力を強めた。ところが、正督は、天授元年/永和元年（1375年）8月、および天授4年/永和4年（1378年）11月2日と、二度に渡って幕府に反乱を起こした（→橋本正督の乱）。同族の誅殺をためらう正儀と、その後ろ盾の頼之に諸将の怒りは爆発し、成長した将軍義満も正督追討を支持したため、懲罰処分として正儀は和泉守護と摂津国住吉郡守護を、頼之の親族細川業秀は紀伊守護を解任された（→細川頼之の失脚）。細川派への追求は止まらず、天授5年/康暦元年（1379年）閏4月14日、康暦の政変で頼之はとうとう失脚し、10年以上握った管領の地位を離れた。同年7月17日、ついに橋本正督が反細川派の幕将山名氏清に討たれ、正儀は今度は北朝内で孤立していった。その一方で、没落した南朝では和平派が増えつつあった。
弘和2年/永徳2年（1382年）閏1月上旬、正儀は南朝へ帰参した（→南朝へ帰参）。しかし、幕府の報復措置として送り込まれた山名氏清に河内国平尾で敗退し、手痛い代価を支払った。同年2月28日までに左兵衛督に復任、12月24日までには参議に任じられた（→参議任官）。
最晩年の行動ははっきりしないが、和睦による南北朝合一に向けた土壌作りに努めたと推測されている（→最晩年）。元中5–6年（1388-1389年）ごろに没（→死去）。
史料からは温厚で誠実、恩情のある人柄だったと見られ（→性格）、同時代の軍記物（『太平記』）および室町時代の文学作品（『吉野拾遺』『三人法師』等）でも、敵味方を問わず他人を助けようとする有情で慈悲深い人格者として描かれた（→伝説・創作）。
存命時は能力・人格・功績を高く評価され、その弱小な血統に対し、日本史上全体でも数例あるかないかという異例の栄達を遂げた（→後村上天皇との関係、→北朝での待遇、→参議任官）。ところが、軍記物『太平記』で凡愚な将としての描写もされたことから、江戸時代には評価が低かった（→『太平記』史観、→心少し延びたる者）。さらに明治時代から昭和初期にかけては、南朝を唯一正統とする皇国史観のもと、国家的英雄氏族の汚点として白眼視された（→皇国史観による非難）。ただし、その時代にあっても少数派ではあるが正儀を弁護する者は存在した（→正儀への弁護）。南北朝時代の実証的研究が進んだ20世紀末以降、正儀への再評価が始まり、父の正成・兄の正行と同様に南北朝時代を代表する名将・重要人物で、両朝合一の中心的存在であるという評価がなされている（→再評価）。

## 生涯

### 楠木氏棟梁を継ぐ

#### 誕生
1330年代初頭、後醍醐天皇が鎌倉幕府に勝利した元弘の乱での最大の立役者であり、後醍醐帝の建武政権でも最高政務機関記録所等の要職を歴任した武将・官僚楠木正成の三男として誕生。正儀の正確な生年は不明だが、正平3年/貞和4年（1348年）1月6日時点で元服を済ませておらず幼名を名乗っていたと見られるため（→初陣）、仮にこの年に丁度数え16歳だったとすれば、元弘3年/正慶2年（1333年）の誕生となる。ただし、根拠となる文書には偽書という疑惑もあり、確定ではない。また、軍記物『太平記』流布本の巻31「八幡合戦の事附官軍夜討の事」では、正平7年/文和元年（1352年）の時点で数え23歳とされており、元徳2年（1330年）の誕生となる。一方、『太平記』天正本では、同じ箇所で数え22歳であるため、誕生は元弘元年/元徳3年（1331年）となる。
父の正成は、早くも同時代に後醍醐天皇方と足利方の双方から「（深謀）遠慮の勇士」「賢才武略の勇士」と英雄視されていた（『梅松論』）。
しかし、建武政権は足利尊氏との対立から3年に終わった短命政権であり、正儀に物心がついた時には既に、父は延元の乱中の湊川の戦い（延元元年/建武3年5月25日（1336年7月4日））で討死、そして同年12月21日（1337年1月23日）以来、日本は南北朝という二つの朝廷、二人の天皇に分裂し、内戦状態にあった。

#### 初陣

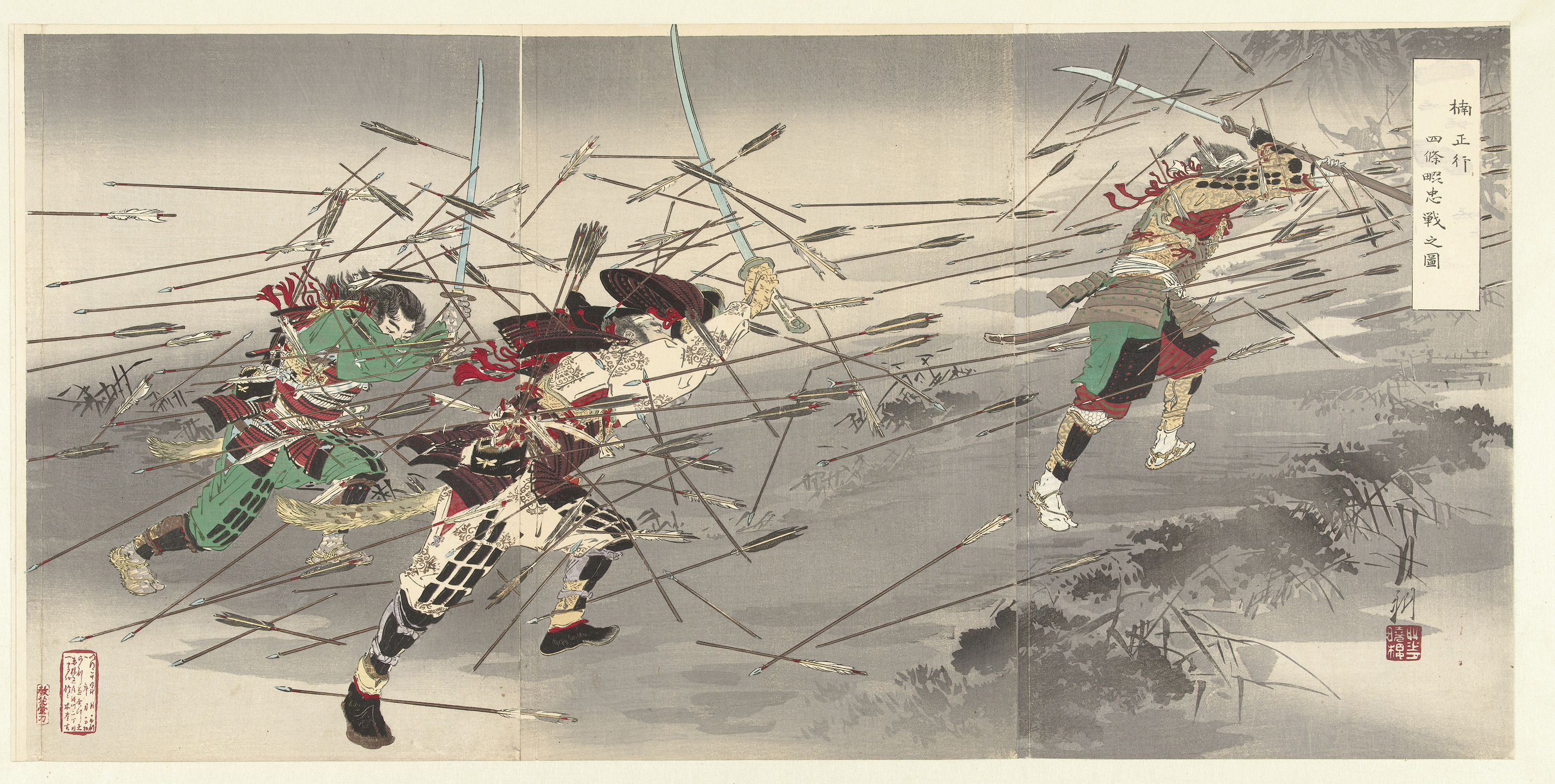
「小楠公」正行と四條畷の戦い。尾形月耕画。

兄の「小楠公」正行もまた長じてから南朝総大将となり、正成譲りの天才的軍略で幕府軍を翻弄した。しかし、正平3年/貞和4年1月5日（1348年2月4日）、四條畷の戦いで、長兄正行・次兄正時は高師直の軍に敗れ、同時に討死。
正行の大敗と戦死から予想される混乱を未然に防ぐため、翌1月6日、興良親王は南朝の有力氏族和泉和田氏（みきたし）に、このたびの大敗は危機ではあるが、なお南朝に踏み止まった者には忠臣として恩賞があるだろうという令旨を伝えた（『和田文書』）。この令旨に「虎夜刃丸（とらやしゃまる）」なる幼名を名乗る人物が添え書きしたと思われる書状が現存し（『河内国南河内郡長野町和田某家伝文書』）、藤田精一は、正行・正時の死後に幼少ながら和泉和田氏より上位の立場の人物といえば、二人の兄の死を受けて自動的に和泉・河内武士の棟梁となった楠木正儀をおいて他になく、虎夜刃丸は正儀の幼名なのではないか、と推測している。この「虎夜刃丸」という人物による文書は文体がやや不可解で、その花押（署名のサイン）も後の正儀のものとは違うという偽書疑惑があるが、藤田の主張によれば、正儀は元服後も花押を生涯に何度も変えているため、少なくとも花押の不一致については特に問題はないという。
正儀はこのような若者だったが、火急の事態から楠木氏の家督を継いで南朝方の先鋒武将となった。遅くとも同年12月3日までには、かつて父と兄も叙任されていた左衛門少尉に任じられている（『金剛寺文書』左衛門少尉正儀書状12月3日付）。
なお、同時期に正近という人物も同じ左衛門少尉に任じられていて、（『金剛寺文書』11月11日付左衛門少尉（花押）済恩寺掃部助宛文書および同文書8月21日左衛門尉正近（花押）金剛寺三綱通知状）、おそらくこの人物が幼少の正儀を補佐した楠木氏の重鎮だったと考えられている。
話を兄の死と自身の元服の直後に戻すと、北朝方は大敗する南朝方を追撃して撃滅する絶好の機会であったはずだが、なぜか全体的に動きが鈍く、師直の兄弟の高師泰の軍は、戦後3日、1月8日になってやっと堺から東条（現在の大阪府富田林市東条地区）に移動した（『淡輪助重申状』）。同時に、高師直もまたそれから1週間もかけて、水早・八尾・河原を制圧し（『古今消息通』）、15日になってようやく大和国平田荘に着陣した（『園太暦』）。この不可解なまでの北朝の追撃の遅さについて、藤田精一は、山地戦を得意とする楠木党の勇名を恐れて慎重に行軍したのではないか、としている。一方、森茂暁によれば、室町幕府は鎌倉幕府以来の両統迭立の思想を堅持しており、南朝を根絶することは頭になく、そのため追撃の手を緩めたのではないかという。
正平3年/貞和4年1月14日（1348年2月13日）、東条にて、楠木正儀は初陣に臨み、武将和田助氏（みきたすけうじ、のち和泉和田氏棟梁）らを率いて、高師泰の軍と戦った（『和田文書　和田蔵人助氏軍忠状』）。この後、1月27日、28日、2月8日と、若輩の初陣ながら百戦錬磨の猛将師泰と一進一退の勝負を繰り広げた（『阿蘇文書』）。なお、中院義定は南朝を鼓舞するために南朝軍の全戦全勝だったと報じているが（『阿蘇文書』）、藤田精一は、このうち2月8日の大勝は事実にしても（→吉野行宮陥落）、他の日の戦闘については誇張表現だろうとしている。

#### 和平交渉（1348年）

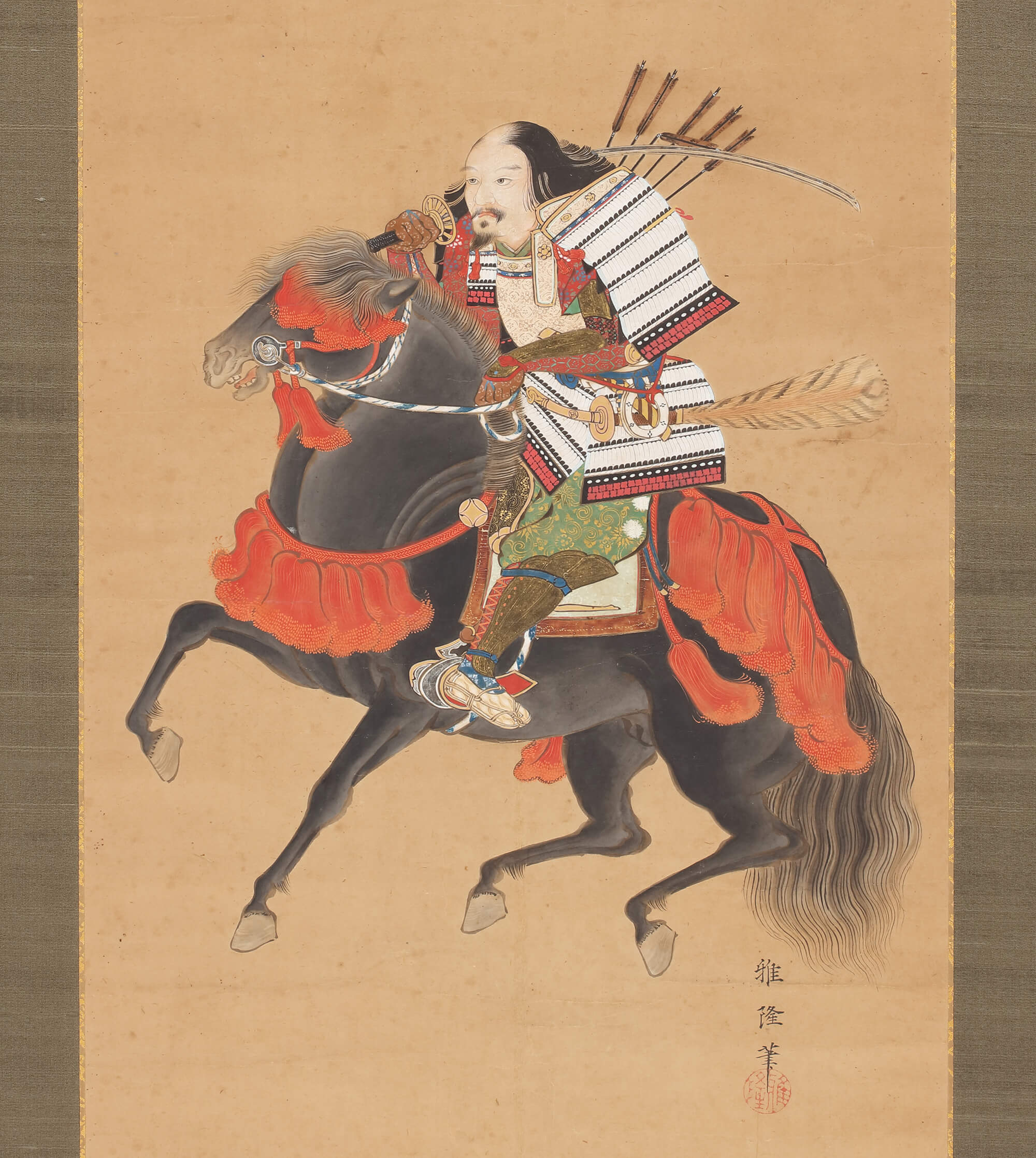
騎馬武者像。かつては足利尊氏像とされたが、現在は高氏の有力武将ではないかと言われる。

正平3年/貞和4年（1348年）1月15日に平田荘に到着した高師直は、遅くとも20日までに、西大寺長老を仲介者とする南朝との和平交渉を進め、この交渉には臨済宗の高僧夢窓疎石も関わっていた、もしくは興味を示していたようである（『園太暦』同年1月20日条）。しかし、交渉は24日までに打ち切られ、高師直の攻撃が再開されている（次節）。

#### 吉野行宮陥落

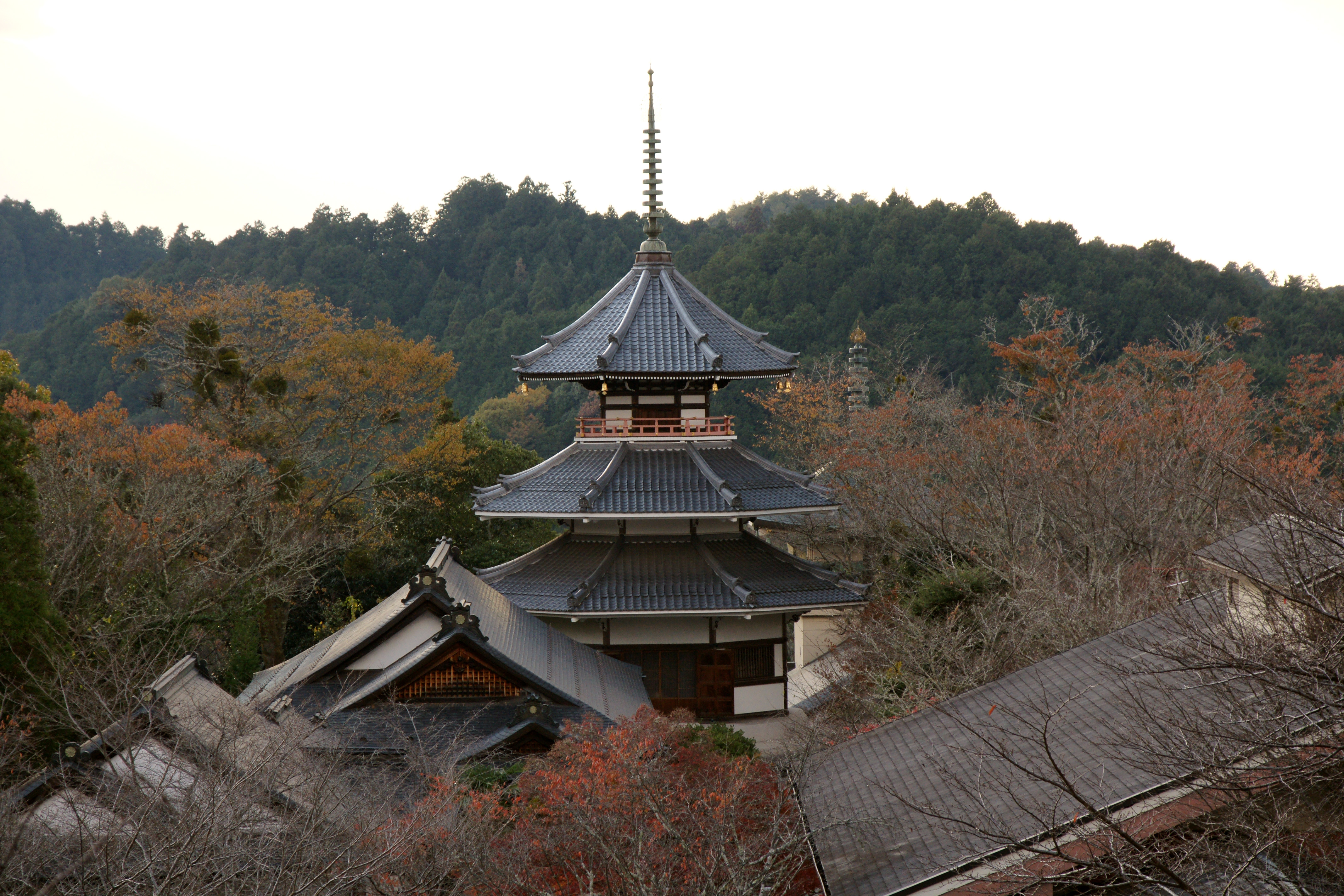
吉野朝宮跡（金峯山寺妙法殿）

師泰が正儀を食い止めている間に、師直は南朝臨時首都の吉野行宮への侵攻を進める。正平3年/貞和4（1348年）1月24日、北朝先遣隊が本軍に先駆けて吉野に突入したため、南朝後村上天皇は紀伊へ脱出（『大日本史料』所収各史料）。25日、師直・佐々木導誉本軍は平田荘を出陣し（『三刀屋文書』）、大和国高市郡橘寺周辺の民家を焼き払い、26日吉野に侵入、28日に吉野行宮を制圧するが、既に南朝要人は脱出した後だった。後村上天皇は紀伊国阿弖河入道の居城に逃れた。阿弖河入道の正体は不明だが、藤田精一は、その昔元弘の乱で仇敵楠木正成に説得され、後醍醐天皇側についた湯浅入道定仏（湯浅宗藤）その人ではないかとしている。
2月1日、足利直義は松井助宗らを徴兵し、攻勢を強めた（『蠹簡残編』）。南朝軍もこれに応じて河内国槇尾山から新手の軍勢を発し、付近の北朝の居城土丸城からの補足を振り切り、2月6日、西北の春木谷で北朝の武将土田九郎（和泉国守護代）・淡輪助重らと交戦した（『淡輪文書』）。
高師直は2月7日に佐々木導誉らと共に吉野河原を出立し、大和国宇智郡方面へ迂回して、紀伊に逃れた南朝後村上天皇を追撃しようとしたが失敗。翌8日に大和国平田荘に敷いた陣地に戻るが、そこを突いた楠木党に全面攻勢を仕掛けられ、風森・巨勢河原・水越等で戦闘、京極秀宗が討たれ、佐々木導誉もまた傷を負って400余騎を率いて奈良に逃れた。11日には武田信武が北朝の援軍に加わり、北朝はなお1万の軍勢を擁していたが、ここで高師直は一旦退くことに決め、12日平田を退去、13日に京都に帰参した（以上、『房玄法印日記』『園太暦』『吉川文書』）。
以上のように、正儀は二人の兄の戦死という悲劇の数日後、幼少で突如南朝の畿内方面大将に抜擢された初陣であり、南朝の首都である吉野を落とされるという手痛い損害を受けたものの、北朝/室町幕府きっての名将高師直・高師泰兄弟を相手に善戦し、どうにか撤退させることに成功した。

#### 足利直冬との戦い

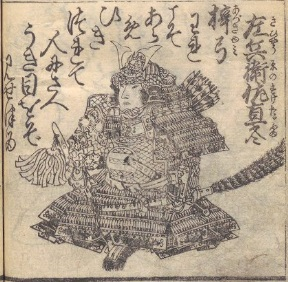
『英雄百首』より『足利直冬』（歌川貞秀画）

北朝の大攻勢は終了したが、この後も散発的に戦闘が続いた。
正平3年/貞和4年（1348年）3月11日、東西の南朝軍同士の提携を求める書状が、九州方面の南朝武将阿蘇惟時に届く。同様の書状がおそらく南朝の九州方面総大将である征西将軍懐良親王にも届いたと考えられるが、当時、親王は九州内の平定で手一杯であり、実際に九州から近畿へ派兵されることはなかったようである。
3月18日および19日、彼方（おちかた、現在の大阪府富田林市彼方）・佐美谷口（現在の大阪府富田林市佐備）で、正儀・和田助氏が高師泰と交戦する（『和田文書』）。4月26日にも、天野二王山（現在の大阪府河内長野市天野地区）で、正儀・助氏が師泰と戦闘（『和田文書』）。
5月15日、北朝の土田九郎・淡輪助重らが、南朝軍の本営槇尾山の前哨基地である横山を焼き払う（『淡輪文書』）。
若き正儀によって徐々に盛り返してきた南朝に対抗するため、北朝側でも新世代の武将が起用される。将軍尊氏の弟足利直義の養子（実は尊氏の非嫡出子）である足利直冬の初陣である。正確な日付は不明だが、4月16日から7月ごろまでのいずれかの日に、直冬は紀伊方面への攻略に取り掛かったという。
直冬の大攻勢に対し、南朝軍は武士の離反を抑えるために、恩賞を積極的に配り、7月19日には准大臣北畠親房が天皇からの綸旨を待たずに、独自の裁量で和泉和田氏の和田助氏を三河国某所の地頭職に任命している。
8月初旬、直冬はついに紀伊国に至る経路を確保し、南進し、南朝の紀伊国岩城を制圧。
9月4日は両軍各国で戦いが生じた日だった。北朝の直冬は紀伊国阿瀬川城（前出の阿弖河城に同じ）を陥落させ、さらに逃げる南朝軍を紀伊国日高郡に追撃した（『房玄法印日記』『鶴岡社務記録』『集古文書』）。同日、河内国東条でも楠木党は高師泰の襲撃を受け、戦闘は翌日まで続いた（『正閏史料』）。また、同日、和泉国でも北朝の土田・淡輪が南朝に攻撃（『淡輪文書』）。
9月28日、直冬は紀伊国南部を平定し終えたとして帰京した。

#### 続く戦乱
正平3年/貞和4年（1348年）10月20日、北朝の土田・淡輪が和泉国池田を攻撃（『淡輪文書』）。
年が明けて正平4年/貞和5年（1349年）の3月から4月にも高師泰は南朝への攻撃を続けた。3月15日には河内国寺田、18日には山田、19日に佐美谷、4月22日に高岡、26日に長野荘で合戦（『淡輪文書助重申状』『森本為時申状』）。北朝は士気を高めるため、京の六条河原で3月16日に晒し首3つを懸け、さらに4月24日には30もの首を晒した（『師守記』）。
南朝もただ押されるばかりではなく、北朝の領地である紀伊国隅田荘（現在の和歌山県橋本市隅田町）を制圧するなど、局所的には勝利していた場面もあったことが、閏6月3日に上田某を同地の地頭職に任じていることからわかる（『南狩遺文』）。しかし、全体としては南朝はきわめて苦しい状況にあった。

### 観応の擾乱

#### 足利兄弟の内紛
当時、室町幕府では名目上の最高位の将軍足利尊氏は恩賞などただ一部の権限のみを執行し、その弟の足利直義が実質的な政務を取る体制だった。しかし、尊氏の執事高師直が、南朝の名将北畠顕家や楠木正行を撃破して権勢を高めていったことにより、正平4年/貞和5年（1349年）閏6月ごろには、師直と直義の間の不和が表面化した。このため、北朝から南朝への攻撃は一旦停止し、8月9日には師直の弟の高師泰も河内国から撤退して京での政争に加わり、代将として紀伊国守護代畠山国清を正儀への警戒に当たらせた（『森本為時申状』『天正本太平記』）。師泰の合流などもあり、12月8日、師直と直義の間の政治抗争は、一旦は直義の敗北と出家で決着した（詳細は観応の擾乱の項を参照）。
正平5年/観応元年（1350年）10月、北朝での進退が極まった直義はついに南朝側に寝返ることを決意した。11月20日に河内国石川城に参じ、北朝重臣畠山国清も離反に加わり、さらに南朝准大臣北畠親房と謁見して投降の意を伝えた（『園太暦』正平5年11月25日条）。これが室町幕府の内紛である観応の擾乱（かんのうのじょうらん）の始まりである。
なお、直義と親房の折衝地の石川城は、城そのものは北朝の畠山国清の居城であったが、地域としては正儀の本拠地である東条内にあり、この後しばらく正儀も直義と協調路線を取ることから、藤田精一は、直義の投降と観応の擾乱の勃発には正儀からの調略も一枚噛んでいたのではないかと推測している。国清も離反に加わったことについては、亀田俊和の推測によれば、直義の養子（実は尊氏の実子）足利直冬が有能な武将であるのに、尊氏が冷遇していることに、国清が同情したのではないかという。
正平6年/観応2年（1351年）1月3日ごろ、正儀は楠木党のひとつ和田氏（河内和田氏か和泉和田氏かは不明）を直義の腹心桃井直常に貸し与え、桃井は和田氏を率いて坂本（比叡山周辺）を攻めた（『園太暦』）。
2月10日、正儀も自ら擾乱に加わり、河内国大饗城の北朝軍に示威行動を取る（『和田文書』）。
その後、観応の擾乱は直義側有利に進み、2月17日摂津国打出浜の戦いでも直義勝利、2月25日もしくは26日に高師直・高師泰兄弟が上杉能憲に殺害されたことで、一旦の決着を見た（詳細は観応の擾乱の項）。

#### 和平交渉（1351年初）
南朝からの援軍のおかげで尊氏・師直に勝利できた直義は、見返りとして、北朝と南朝の和睦交渉を取り持つことを提案した。正平6年/観応2年（1351年）2月初頭、直義は銭一万疋を南朝に献上するなど、積極的に友好関係を深めようとした（『房玄法印日記』同年2月6条）。
しかし、楠木氏同族河内和田氏の棟梁和田正武（わだまさたけ）は主戦派の支持者であり、直義の言を信用していなかったらしく、同2月には常陸親王宮令旨として諏訪部助直ら中国地方の南朝武将たちに戦闘準備を執達していた（『三刀屋文書』）。亀田の推測によれば、直義が北朝の年号である観応を使い続けていたことも、南朝主戦派からの不信感を買ったという。
一方、同僚・同族の正武らとは異なり、正儀は和睦に前向きであり、南北朝間で初の本格的な和平交渉に臨んだ（第一回は→和平交渉（1348年）だが、短期間で打ち切られた）。そもそも、南朝は当時逆境にあり、北朝の側から和平を持ち込むとは、実利的に考えれば千載一遇のチャンスだったのである。また、当時、足利直義は、相次ぐ政治的混乱や実子足利如意丸の急死などもあって、政治への興味を失いつつあったが、なぜか和平交渉だけには熱心で、このことも追い風となった。とはいえ、前述したように当時南朝はまだ強硬的な主戦派が多く、3月時点で既に交渉には困難の影が見え始めていた。
まずは2月ごろに室町幕府の二階堂行通が南朝の穴生行宮（賀名生行宮）への使節に選ばれ、交渉を行っていたが、（南朝の側から京に使節を派遣すると決まったためか）3月2日に使節を辞任している（『房玄法印日記』観応2年3月2日条）。3月11日、正儀は神宮寺将監某と入道某の二人（神宮寺正房と八木法達？）を和平交渉の南朝側特使として京に派遣し、足利直義と交渉を進めた（『房玄法印日記』）。3月12日ごろ、臨済宗の北朝高僧夢窓疎石もこの交渉に関心を示していた（『園太暦』）。北朝の山名氏の山名俊行から正儀の側近の和泉和田氏に宛てた3月14日付の書状でも「御合体」について触れられており（『和田文書』）、楠木党総出の和平交渉だったようである。
4月初頭に入っても和平交渉は継続中であったことを、天台宗の高僧恵鎮が証言している（『園太暦』観応2年4月16日条）。後半に入り、25日にも和平の会談があった（『園太暦』）。
4月27日、直義は南朝の糾弾から兄の尊氏をかばって、武家は公家を助けることが本分なのだから、南北朝が合一しても、尊氏の将軍の地位はそのまま安堵して欲しい、という書状をしたため、正儀の両特使に託している（『吉野事書案』『房玄法印日記』同年4月27日条）。しかし、5月中旬、南朝の主戦派はこの提案を拒絶し、尊氏の政界からの完全追放を望んだ（『房玄法印日記』同年5月15日条）。
この南朝と幕府の交渉は『吉野事書案』という記録が残され、格調高い政治議論として古来より名高い。両朝の議論の結果、南北朝に分かれた主な原因が、天皇親政か幕府主権か、恩賞の分配方法をどうすべきか、という二点に集約されることがわかった。しかし、この二点の双方において、両陣営の意見は余りに隔絶しており、和睦が締結されるにはまだ遠く、結局は内戦の継続が決定された。
南朝内の誰が正儀の和平交渉に横槍を入れたのかは、はっきりしない。足利氏を糾弾する文書『吉野事書案』の署名や、『房玄法印日記』という一次史料で親房が和平を拒絶したとする記述から、伝統的には、准大臣北畠親房が主戦派の首魁だったとされ、現実を見ようともせずに、北朝の提案を無碍に却下したと言われてきた。しかし、21世紀初頭以降の研究では、実際には親房は中立派であり、主戦派と和平派の間の調停役を務めていたと考えられている。亀田によれば、このころの主戦派代表は、公家の洞院実世、そして他ならぬ後村上天皇自身だったという。
身内の非現実的な強硬路線のせいで交渉破断を伝えざるを得なくなったことに、正儀は激しく怒り狂った。5月16日、正儀からの両特使（神宮寺将監某と入道某）が足利将軍家に謁見し、接待を受け、引出物を賜った（『房玄法印日記』同年5月16条）。このとき、正儀は特使を通じ、交渉の決裂が決定してしまったことと、自らの個人的な怒りと落胆を伝え、幕府が大将を派遣するならば自分も加勢すると言った（『園太暦』同年5月18日条）。
醍醐寺清浄光院住持だった房玄が、天台宗の高僧の法勝上人（恵鎮）から聞いた話では、正儀は憤激の余り「こうなってしまった以上、わたくし楠木は幕府方として参戦いたしますので、即刻、総大将（直義）みずから吉野殿（後村上天皇）［の座する賀名生行宮］へ進軍なさってください。そうすれば、この楠木めはことさらに奮闘し、吉野殿（後村上天皇）の通路（退路）を打ち塞ぎ、すぐさま攻め落としてみせます。南朝陥落はたった一日で完了するでしょう」とさえ特使を通じて提案したという（『房玄法印日記』同年5月19日条）。この噂を吹聴する恵鎮は正儀に否定的な『太平記』の編纂責任者の一人であることには注意する必要があるが、『園太暦』も類似の噂を載せているため、事実の可能性は高い。とはいえ、幕府の南朝侵攻が実行に移されることはなかった。
なお、父の正成も延元の乱で足利尊氏との早期講和を却下されると、後醍醐天皇に対し、（尊氏の方が人材を多く獲得しているという戦略上の観点から）「我が方には徳がない」「天下が陛下に背いているのは明らか」「この体たらくでは、それがしが生きていても無意味」と大胆な発言をしたことがあり（『梅松論』）、似た者親子だった。

#### 正平の一統
正儀は和平派の頭目ではあるが、武備を怠っていた訳ではなく、交渉破断後は頭をすぐに切り替えて、北朝への攻撃を開始している。また、この頃、正平6年/観応2年（1351年）7月4日までには左馬権頭に昇進した（『三刀屋文書』諏訪部三郎入道宛の書状、7月4日付）。
7月4日、諏訪部信恵らに参集命令をかけ（『三刀屋文書』）、同日さらに和田助氏・淡輪助重（元北朝武将だが、前年12月25日に南朝に帰順）らに命じて和泉国の北朝軍の下村某・平井某の居城を攻撃させた（『淡輪文書』）。
7月7日、南北の争いはさらに激化し、8日、南朝の諜報員が京に放たれ足利直義の近辺が不穏になり、9日、正儀が完全に敵に回ったことを北朝方が確認した（『園太暦』）。
7月25日、和田助氏・淡輪助重らを従えて和泉国陶器城を攻撃（『淡輪文書』）。
この頃、尊氏と直義の仲は急速に悪化。尊氏は直義との決戦の間に南朝に後ろを突かれることを恐れ、後顧の憂いを絶つために、南朝側に付くことを決めた。8月7日に恵鎮を南朝首都賀名生行宮に遣わして降伏の意を伝えるが、一旦却下され、恵鎮も行宮から追い出された（『房玄法印記』『園太暦』）。亀田は、恵鎮が追い出された理由を二つ推測している。一つ目は、後醍醐天皇の寵臣だったのに北朝についたことから南朝に裏切り者と見なされたこと。二つ目は、より強い理由として、直義との交渉が失敗に終わったことから、南朝が幕府に不信感を持ったのではないか、ということである。
この間、足利兄弟の不和を漁夫の利として、正儀は楠木党に命じて北朝の和泉国の要地を攻め続ける。8月4日、和田助氏が和泉国日根野を攻撃（『和田文書』）、同日、淡輪助重が和泉国井山城を焼き払う（『淡輪助重軍忠状』）。さらに助重が6日から17日まで佐野城を占拠（『淡輪助重軍忠状』）。
また、9月6日から17日にかけて、和田助氏・淡輪助重を率いて佐野城を築城し、ついで18日に杻井城を築城、そこへ幕府軍が攻めてきたために籠城して12月25日まで戦う（『淡輪文書』『和田文書』）。ただし、日付は淡輪の証言（『淡輪文書』）に拠るもので、和田は佐野・杻井築城の期間を9月7日から14日までと証言している（『和田文書』）。
これに前後して、9月3日、尊氏は二階堂三河入道安威（二階堂時綱？）、赤松妙善（赤松則祐）らを遣わして、南朝に再び降伏を申し入れる（『園太暦』）。10月24日、降伏が実現し、見返りに尊氏は直義追討の綸旨を得る。北朝の崇光天皇は廃位された。北朝の観応の年号も一旦廃止され、南朝の正平に統一された。ここに、南北朝の合一が実現して内乱は15年弱で終結したかのように見えた。これを正平の一統という。しかし、これは束の間の和平に過ぎなかった。

### 京都攻防戦

#### 第一次京都攻防戦

##### 概要
第一次京都攻防戦は、観応の擾乱で幕府が揺らいだ隙を突いて行われ、正平7年/文和元年（1352年）閏2月20日から3月15日まで南朝が京都を占領した。京の制圧期間は一ヶ月弱と短かったが、南朝は三種の神器を接収し光厳上皇らを捕らえたため、新しく即位した北朝の後光厳天皇は三種の神器を欠いた状態での即位となり、室町幕府の権威を揺らがせる効果があった。

##### 経緯
11月4日、尊氏は直義を討つために東征を開始。この頃既に、（旧）南朝が京に攻め込むのではないかという噂が立った（『園太暦』）。
12月24日、京都の離宮八幡宮の神人は御燈油料として荏胡麻油の生産を行っていたが、諸国の関がこれを妨害するため、後村上天皇の勅を奉じ、勘過之状（関所通行手形）を発行する（『離宮八幡宮文書』）。父の正成同様、正儀には神人勢力とのパイプがあったことがわかる。
尊氏は直義に勝利。正平7年（1352年）2月26日、鎌倉で直義急死。毒殺されたのではないかという噂が立ち、室町幕府政権に揺らぎが生じた。この隙を突き、南朝方は主権の完全回復を目指して、京都を制圧することに決定した。
閏2月16日、南朝伊勢国司（北畠顕能）が数百騎を率いて京に向かっているという情報が北朝に入り、異変が伝わった（『園太暦』）。

##### 開戦
正平7年（1352年）閏2月20日、南朝はついに京に攻め入った。正儀と和田（和田正武？）が主将となり（『園太暦』）、これに北畠顕能と丹波国司千種顕経も加わった（『園太暦』）。
七条大宮で合戦となり、幕府の細川頼春が討死、宰相中将足利義詮も近江国へ敗走した（『園太暦』）。軍記物『太平記』では、正儀が盾・弓歩兵・騎兵、そして当時新しい武器である鑓（槍）を駆使して頼春を討つ場面が描かれる（→楠木氏と槍）。24日には南朝の実質的指導者である准后北畠親房が入京（『園太暦』）。
しかし、関東では20日から3月にかけて、武蔵野合戦で、新田義興・新田義宗ら南朝方が足利尊氏に敗退した。
3月3日、南朝によって八幡に捕らえられていた北朝の光厳上皇・光明上皇・崇光上皇・直仁親王・尊胤法親王らが、正儀の本拠地である東条に遷された（『園太暦』）。
3月15日、義詮ら北朝・幕府側が京に迫り、南朝の北畠顕能は戦わずに八幡に退却（『祇園執行日記』『五壇法記』）。この後、後村上天皇と北畠顕能は八幡で幕府軍に包囲されて籠城し、一方の正儀は後詰として包囲網の外で奮戦した。
17日、正儀は摂津国神崎で赤松光範・社本基長らと戦い敗退。（『北河原氏家蔵文書』）。
21日、義詮は陣を東寺へ移し、幕府軍2,000余騎が赤井河原（現在の京都市伏見区羽束師の辺り）で交戦（『祇園執行日記』）、後村上天皇が籠城する八幡への攻撃を開始する（『園太暦目録』）。
27日、正儀は和田助氏・淡輪助重らを率いて、洞ヶ峠（現在の京都府八幡市と大阪府枚方市の境）南から荒坂山（現在の京都府八幡市美濃山荒坂）で幕府の赤松光範・土岐頼康を撃破し、さらに頼康の弟土岐頼里を敗死させた（『園太暦』『和田文書』『淡輪文書』）。
『太平記』巻31では、新兵を徴収するために、5月4日、正儀は後村上天皇に先んじて包囲を突破したと描かれている。しかし、一次史料からは、それが事実であるのか、それとも最初から包囲網の外で後詰（籠城側を助けるための援軍）として戦っていたのかは不明。

##### 和泉防衛
正平7年/文和元年（1352年）5月4日、幕府の小俣竹一丸が淡輪重継らを率いて、南朝の和泉国土丸城に攻撃（『淡輪文書』）。
6日、正儀は和田助氏・淡輪助重らを率いて、幕府軍と和泉松村で交戦（『和田文書』『淡輪文書』）。
11日、二ヶ月間の籠城を続けていた南朝軍だが、湯川荘司ら投降者が増えてきたため、後村上天皇は八幡を脱出して宇陀を経由して賀名生に遷幸、包囲突破の過程で天皇自らが鎧を着込んで武器を振るい、さらに南朝の重臣四条隆資や滋野井実勝らが戦死した。
12日、正儀は前日に八幡から宇陀郡に脱出した後村上天皇に召し出され、穴太郡（賀名生）についての状況を諮問された（『園太暦』文和2年3月17日条）。正儀の意見を取り入れたのか、この後実際に後村上天皇は賀名生に行宮を定めた。
続けて、16日には和泉加守郷で戦った（『和田文書』『淡輪文書』）。
6月2日、北朝上皇らが、正儀の本拠地の河内国東条から南朝の賀名生行宮へ遷された（『園太暦』）。この時、後村上天皇の勅命により北畠顕能と共に護送の大任に当たった（『天野山金剛寺旧記』（『金剛寺文書』？））。

#### 摂津侵攻

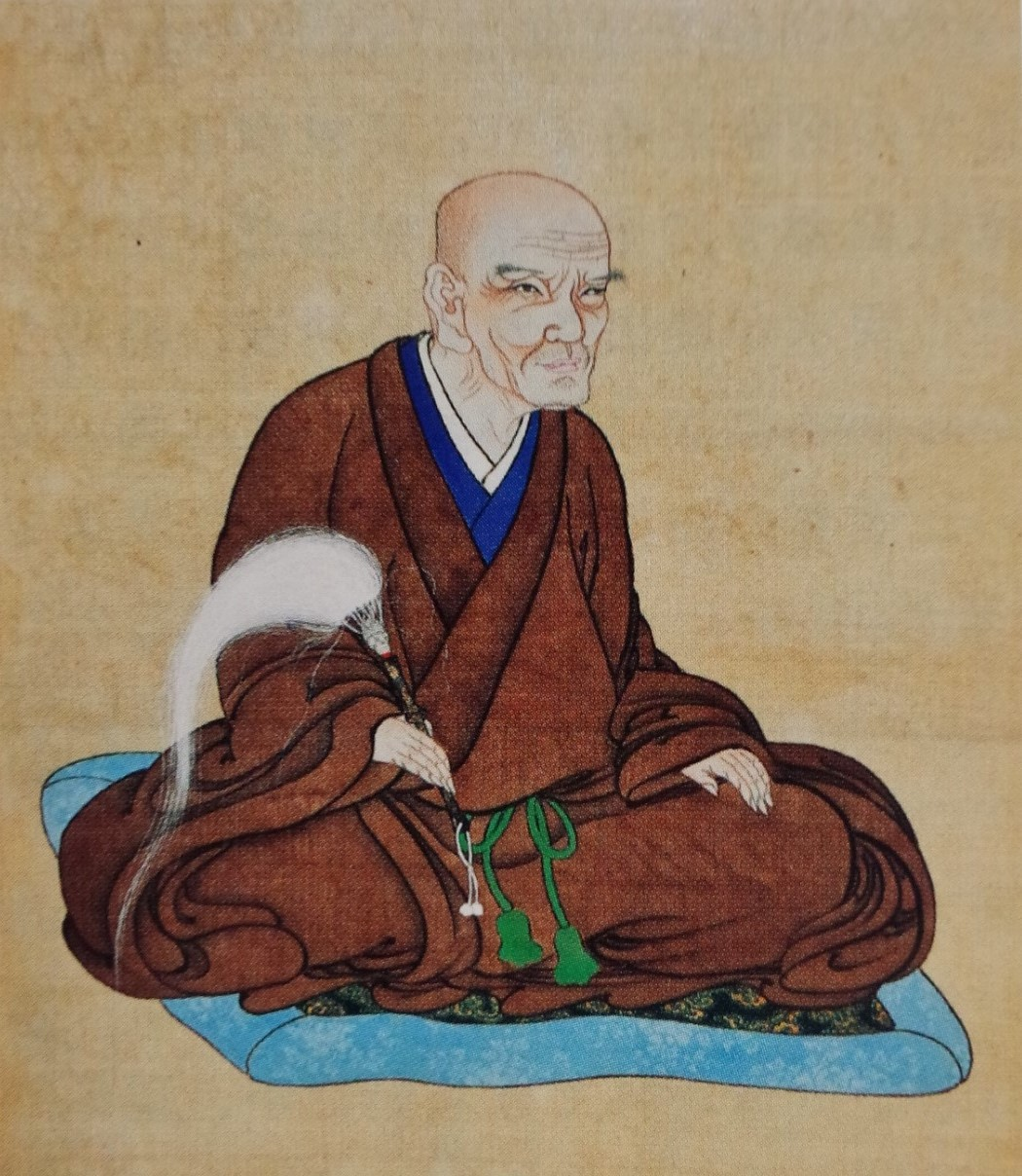
摂津侵攻時の幕軍大将土岐頼康

##### 概要
正平7年/文和元年（1352年）8月中旬から翌年3月末にかけて、正儀は吉良満貞・石塔頼房と共に摂津国に進軍し、各所の制圧に成功。幕府の赤松光範・佐々木秀綱・佐々木高秀・土岐頼康・仁木義長らをことごとく打ち破り、結果として第二次京都攻防戦に至るまでの糸口を作った。

##### 赤松・佐々木を撃破
正平7年/文和元年（1352年）8月15日、摂津国に進軍した正儀は、まず志宜杜（現在の大阪府大阪市中央区法案寺）で幕府の赤松光範と交戦した（『北河原氏家蔵文書』）。
9月30日、正儀はさらに攻撃を押し進め、摂津国渡辺・神埼で光範と戦った（『北河原家蔵文書』『森本文書』）
11月3日、正儀は大攻勢を仕掛け、吉良満貞・石塔頼房と共に（『園太暦』）、摂津国尼崎溝口に兵を進めた（『古今消息集』9巻）。このとき摂津国で抗戦した主な幕将は赤松光範だった（『野上文書』）。石塔頼房は数百騎をもって神埼を攻め、同地の幕府軍は戦わずに逃走した（『兼綱公記』）。打出浜でも戦いがあり、幕府軍は敗退して神呪寺に籠城した（『北河原家蔵文書』）。
11月4日、南朝が摂津国を攻撃したとの情報は京にも入り、京都にも攻め上るのではないか、と恐慌状態になった（『園太暦』）。
11月6日、石塔頼房が摂津国守護代を敗走させた（『園太暦』）。
11月7日、幕府は南朝を討つため、佐々木導誉の息子である佐々木秀綱・佐々木高秀兄弟を摂津国に派遣（『園太暦』）。24日、伊丹瓦で両軍の戦いがあった（『北河原家蔵文書』）。さらに27日、佐々木秀綱の本隊と交戦し、敗走させた（『園太暦』）。
正平8年/文和2年（1353年）1月7日、佐々木秀綱は相次ぐ敗北で兵も武器も尽き、ついに摂津国奪還を諦め、京都に帰還した（『園太暦』）。この勢いに乗じ、11日、石塔頼房は北朝の摂津国伊丹城を攻めた（『北河原森本文書』）。

##### 土岐・仁木を撃退
正平8年/文和2年（1353年）3月5日、幕府の宰相中将足利義詮は南征を本格化することを決め、土岐頼康を大将として摂津国に派兵、物々しい動きに京は大騒ぎになり、民衆は東西に逃げ散った（『園太暦』）。
3月9日、これに応じ、正儀は和泉国の北朝武将である深日又二郎入道を南朝へ勧誘した（『岡本貞烋所蔵文書』深日又二郎入道宛書状正平八年三月十日付.）。
3月18日、幕将仁木義長が佐藤元清らを率いて、河内国東条（正儀のを本拠地）を攻め勝利（『南狩遺文』）。
3月23日、南朝は反撃に転じ、吉良（吉良満貞）・石塔（石塔頼房）が、摂津国吹田で土岐頼康の軍に攻撃を仕掛けるが、数十人が討ち取られ、40人が幕軍の捕虜となった（『園太暦』）。一方、土岐頼康の側も一定の死者を出し（『古今消息集』巻9）、勢いに押されて翌24日には神埼・尼崎に陣を移した（『北河原森本文書』）。
3月末、ついに幕将土岐頼康・仁木義長らが南朝に敗退（『園太暦』）。
このため4月1日、義詮自らが大将として立つことを決め、2日には軍馬を整えるが、3日ごろ周囲が逸る義詮を押し留めたため、7日には説得されて出陣を取りやめ、代わりに土岐頼康を大将に再起用して出陣させた（『園太暦』）。
この勢いに乗じ、翌月、南朝は京都奪還戦の敢行を決定した（次節）。

#### 第二次京都攻防戦

##### 概要
第二次京都攻防戦は、摂津国を攻めた幕将土岐頼康・仁木義長を正儀が返り討ちにして撃破した勢いに乗じて進められ、正平8年/文和2年（1353年）6月9日から7月24日まで京を占領したが、正儀不在の隙を突かれて北朝に再奪還された。

##### 前哨戦
正平8年/文和2年（1353年）5月15日、南朝が京都奪還を目指し、摂津国天王寺に参集しているとの情報が京に届く（『園太暦』）。
16日、ついに戦が開始され、正儀は摂津国渡辺で土岐頼康を攻めて撃破し、幕府軍の伊丹基長が橋を焼き切って正儀の追撃を防いだ（『北河原森本文書』）。
19日、北朝の公卿洞院公賢は、25日までに南朝軍が京都に攻め込むだろうとの見通しを武家から報告され、さらに南朝武将足利直冬が東上して周防国府（現在の山口県周防市）に入り、南朝武将山名師義も美作国（現在の岡山県東北部）で蜂起するなど、全国的に騒乱が起きていることを知る（『園太暦』）。
20日、南朝後村上天皇は紀伊国誓度院に戦勝祈願をさせる（『誓度寺文書』『南狩遺文』巻3）。同日、関東では将軍足利尊氏によって南朝武将で北条得宗家最後の裔北条時行が斬首されている（『鶴岡社務記録』）。21日、楠木氏の軍によって京都と奈良の連絡網が遮断される（『園太暦』）。この頃、南朝軍は和泉国土丸城を攻め落として城主の日根野時盛を敗走させ（『日根文書』）、この報は23日に京に届き、京の市民は恐慌状態に陥り雑具を運んで東西に逃れた（『園太暦』）。
26日、非常事態を鑑み、北朝後光厳天皇は関白第（関白の館）への行幸を引き伸ばしにする（『園太暦』）。
29日、南朝の山名時氏・師義父子が但馬国で幕府の高師詮に敗退したとの噂が京に届くが、実はこれは誤報で、30日、実際は時氏が大勝していたと足利義詮自ら洞院公賢のもとに参じて釈明した（『園太暦』）。この頃、京都の情報系統は完全に混乱しきっており、南朝内で内乱があったとか、山名軍は女騎（女武者）を多く引き連れていたとか、南朝の公家中院具忠が北畠親房の娘で後村上天皇の女御を務めていた女性と密通して駆け落ちしたとか（具忠は前年に戦死しているので確実に不可能な事態）、意味の不明な噂ばかりが届くようになる（『園太暦』）。
山城国八幡を占拠。
5日、南朝の吉良・石塔らが八幡に侵攻（『園太暦』）。
6月6日、南朝の吉良・石塔らが八幡に立てこもり、大渡橋を撤去（『園太暦』）。同日、南朝大納言の四条隆俊が紀伊国・熊野の勢力を引き連れて宇治路を上った（『園太暦』）。さらに、山名勢は足利直冬と合流したのではないか、数千騎を従えて上京し、父子で二軍に分け、西・北の二方向から同時に京を攻撃してくるのではないか、という噂が立つ（『園太暦』）。同6日、義詮は南朝の進軍を警戒し、北朝後光厳天皇を延暦寺に遷した（『園太暦』）。
7日、義詮は京都雙林寺に2,000騎を連れて布陣（『園太暦』）。北朝前関白近衛基嗣・右大臣近衛道嗣・三位中将近衛経家ら北朝重臣も比叡山に逃れた（『園太暦』）。夜、京の西方と南方から炬火が盛んに燃え上がり、星を覆わんばかりだった（『園太暦』）。

##### 市街戦
8日、南朝本軍がついに上洛し、鳥羽横大路に陣を敷く（『園太暦』）。南朝山名時氏の軍は西山法華山寺、上杉氏（上杉顕能？）の軍も長坂（現在の京都市北区鷹峯長坂）もしくは加茂瓦屋（現在の北区西加茂）正伝寺に布陣した（『園太暦』）。南朝左馬頭吉良満貞は園城寺衆徒に京都攻略に加わるように要請（『園城寺文書』）。
南朝の勢いに押され、義詮は神楽岡吉田神社まで退却した（『園太暦』）。
9日、正儀・和田正武・石塔頼房らは八幡から討って出、山名時氏らと合流し、義詮を撃破（『園太暦』）。続いて幕府高師詮・赤松則祐らが京に入るが、時既に遅く義詮が敗走した後だったため、西山に撤退する（『園太暦』）。南朝は京の制圧を確定し、以降、（7月24日の撤退まで）京都では南朝の「正平」の年号が用いられた（『異本長者補任』）。
12日、南朝軍は高師詮を攻めて敗死させた（『園太暦』）。13日、義詮は後光厳天皇を奉じて東走するが、南朝軍はそれを追い詰め、幕将佐々木秀綱を敗死させた（『園太暦』）。義詮と天皇は美濃国に逃れ小島行宮に遷る（『皇代暦』）。

##### 南朝の撤退
こうして寡兵にもかかわらず正儀の軍略によって再び覇を唱えた南朝だったが、翌7月、すぐに京を奪い返された。
7月12日、幕府の赤松則祐が兵庫に進軍したのに対し、正儀は西宮（現在の兵庫県西宮市）に陣取り、23日、京都清水にある南朝国府に対し、四条隆俊を将とする増援要請を行い、後村上天皇もそれを許可した（『園太暦』）。
ところが、24日、義詮が近江国で再挙し、正儀が不在では勝てないと思ったのか、南朝の山名時氏・山名師義・石塔頼房・吉良満貞の四将は戦わずに京から撤退した（『園太暦』）。25日、赤松則祐・石橋和義ら北朝軍7,000騎は悠々と入京した（『園太暦』）。翌26日、義詮も帰京（『園太暦』）。
28日にはまだ戦いが続き、南朝の原氏と蜂屋氏の軍勢が奮闘、幕府の近江守護後見山内定詮・佐々木高秀ら3,000騎を撃破する（『園太暦』）。しかし、同日、義詮が丹波・神埼を攻めたため、南朝山名時氏は丹波国を退き端午の丹後・但馬へ逃走、正儀もまた神埼を撤退した（『園太暦』）。
正儀はただ一人しばらく踏み留まっていたが、味方が四散してしまってはどうしようもなく、29日、ついに大和国（奈良県）春日大社の辺りから退却した（『園太暦』）。
そもそも山名父子・石塔・吉良は一時的に南朝に付いているが、本来足利氏に属する武将であって、戦意は薄かった。一方、幕府の側は関東に尊氏率いる士気の高い大軍が駐留し、これの西進を警戒するならば、南朝は京から撤退するほかはなかった（尊氏はのち9月21日に入京）。また、物流の要である近江国の琵琶湖を抑えられたのも、兵站へのダメージとなった。京の攻略は時期尚早に過ぎたのである。

#### 第三次京都攻防戦

##### 概要
第三次京都攻防戦は、主に南朝足利直冬の主導によって進められ、正平10年/文和4年（1355年）1月22日から3月13日まで京都を占領したが、尊氏・義詮に敗北し撤退した。

##### 経緯
正平8年/文和2年（1353年）9月ごろ、南朝の有力武将足利直冬は九州から四国方面に移り、惣追捕使として、本格的に養父足利直義の仇である実父足利尊氏への攻略を開始する（『園太暦』）。
正平9年/文和3年（1354年）4月17日、南朝の頭脳であり中立派として各方面の意見の調整を行ってきた歴史家・准后の北畠親房が薨御。国家の柱石を失ったことで、南朝の行動はますます混迷を深めることになる。
9月12日、遅くともこの日付までには、正儀は河内守に任じられ河内国（現在の大阪府東部）を統括している（『大伴文書』河野辺左衛門尉宛書状正平八年三月十日付）。
10月、北朝足利義詮は、実兄の直冬を討たんと播磨国斑鳩荘・弘山荘に兵を進めた。
10月28日、後村上天皇は直冬を主将として第三次京都攻略戦を敢行することを決意し、帝座を河内国天野山金剛寺に移した。12月、南朝側に帰順していた元北朝武将の山名時氏父子や桃井直常・足利高経（斯波高経）らが直冬に合流。12月24日、足利高氏は後光厳天皇を奉じ、近江国武佐寺（あるいは武者寺）に進軍、のち円山（現在の滋賀県近江八幡市円山町）に進み、成就寺（現在の滋賀県近江八幡市願成就寺）に駐留（『壬生官務日記』『太平記』）。
11月10日、遅くともこの日までには、正儀は大夫判官（五位の検非違使）に任じられている（『讃岐楠文書』）。

##### 尊氏との戦い
正平10年/文和4年（1355年）1月10日（『園太暦』）もしくは1月16日（『壬生官務日記』『東寺長者補任』）、南朝桃井直常は1,000余騎を率いて坂本から入京し、法成寺跡に布陣。尊氏は戦いを避け、近江国から上野国勢多郡（現在の群馬県東部）に一旦退却する。
1月22日、直常は京都如意ヶ嶽に兵を移して尊氏の西進を監視するとともに、直冬を迎えた。同日、直冬は数千の兵を引き連れて入京し、ここに第三次攻略が完了した（『園太暦』『壬生官務日記』）。
尊氏は東坂本に布陣し、これに対し南朝の山名軍は西山に布陣。また1月25日、直冬は東寺実相院を南朝軍の本営とした。両軍は開戦に向けて一触即発状態となった。
直冬の京攻略戦に呼応し、正儀は、1月26日、鳩ヶ峰（男山石清水八幡宮）に進軍（『壬生官務日記』）。第一次から第三次の攻略戦まで、正儀は毎回この地を制圧しており、これは本拠地である南東条との連絡に便利だからだったと考えられる。
2月3日、尊氏は東坂本から神楽岡に陣を移し、義詮は奈良斑鳩に待機した。
2月6日、ついに両軍の交戦が開始し、正儀は山名氏の武将（『太平記』は山名師義とする）と連携して芥河（現在の大阪府高槻市芥川町）で戦うが、苦戦し、多くの兵が命を落とした（『壬生官務日記』）。このため、八幡方面に退却。
2月6日から7日、京市街でも戦闘が始まり、直冬を将とする南朝軍が防戦。7日、北朝後光厳天皇が近江から東坂本に遷った。8日、錦小路・猪熊・太宮で両軍引き分け、15日に大市街戦でも勝負はつかず、28日には北朝の義詮が、西山法華寺を攻める。3月12日、東寺の南朝軍主力と、仁木・細川・土岐・佐々木を主力とする北朝軍主力が、七条・西洞院で接戦、未刻（午後2時ごろ）から晡時（午後4時ごろ）まで戦い、両軍多大な死傷者を出した。翌3月13日、寅刻（午前4時ごろ）、薄暗闇にまぎれ、南朝軍はついに淀・八幡・天王寺・住吉など現在の大阪府方面に敗走した（以上『壬生官務日記』『園太暦』『太平記』）。
前記の通り、正儀は2月6日に一旦退却しているが、その後に直冬の京市街での戦いに合流したかどうかは、史料が欠落しよくわかっていない。北朝軍の南進を警戒するために、市街には行かず八幡を防備していたとも考えられる。藤田精一は足利氏を悪逆の徒とみなす皇国史観から「正儀は足利父子間の醜い私戦に加わることを良しとしなかったのではないか」などと尊氏・直冬を誹謗中傷しているが、史料がない以上、実際のところは不明で、正儀と直冬の不和を示す直接証拠はない。

#### 足利義詮の南征
正平12年/延文2年（1357年）、8月、摂津国大覚寺に兵士らが乱入狼藉する行為を禁じ、背いたものには罪科を与えると禁制を出す（『大覚寺文書』）。この後、正平16年/康安元年（1361年）4月にも同内容の禁制を触れ回るなど（『大覚寺文書』）、当時摂津国の南朝軍の軍紀は乱れており、正儀はそれを正すのに苦慮していた。
9月20日、正儀が和泉国久米田寺に当てた添状の形式から（『久米田寺文書』）、森茂暁はこの頃までに正儀が和泉守護に任じられていたのではないかとしている（幕府のそれに比べてマイナーだが、建武政権・南朝でも守護という職分は存在した）。
同年内（9月20日時点では左衛門少尉のため、それ以降）に左馬頭（従五位上相当）に任じられ、南朝重臣としての地位を確立した。
正平13年/延文3年（1358年）4月30日、室町幕府初代将軍足利尊氏が薨去。12月、嫡子の足利義詮が第2代将軍となった。
正平14年/延文4年（1359年）11月、北朝関東執事畠山国清が関東からの大軍を率い、南朝に大攻勢をかけた。
12月23日、後村上天皇が、南朝行宮（仮の都）を金剛寺から楠木氏の菩提寺である河内国観心寺に遷した（『天野山金剛寺旧記』）。これは、畠山国清の攻撃を避けるためであるとともに、正儀の奏上を採択したものと考えられ、後村上天皇との信頼関係がこの頃までに強まっていたものと考えられる。
同23日（もしくは24日）、将軍義詮は自らを大手大将として、東寺を発し、兵2,000を率いて尼ヶ崎に進軍。翌24日（25日？）畠山国清が搦手大将として、八幡路から真木・葛葉を通って、正儀の本拠地の東条に迫る。25日、河内国四条村で正儀と国清が交戦（『園太暦』）。さらに26日、仁木義長が別働隊として500騎を率いて西宮を出立（『園太暦』『太平記』）。このころ、南朝の有力氏族和泉和田氏の和田助氏が畠山国清に投降した（『和田文書』）。

#### 和平交渉（1360年）
正平15年/延文5年（1360年）1月30日、当時北朝右大臣だった近衛道嗣は、秘密裡に南北朝間で和平交渉があったという話を記している（『愚管記』）。
秘密裡の交渉のため、代表や内容は不明だが、交渉の場は「陣中」とあるように、両軍の武将同士の会談であり、そこに南朝総大将で和平派筆頭の正儀が代表として関わっていたのはほぼ確実である。ただ、右大臣である道嗣が厳しく非難するように、この年、北朝側では公家層は和平を全く望んでおらず、室町幕府の武士たちの独断によるものだった。当然、交渉は破断した。

#### 南北相次ぐ離反

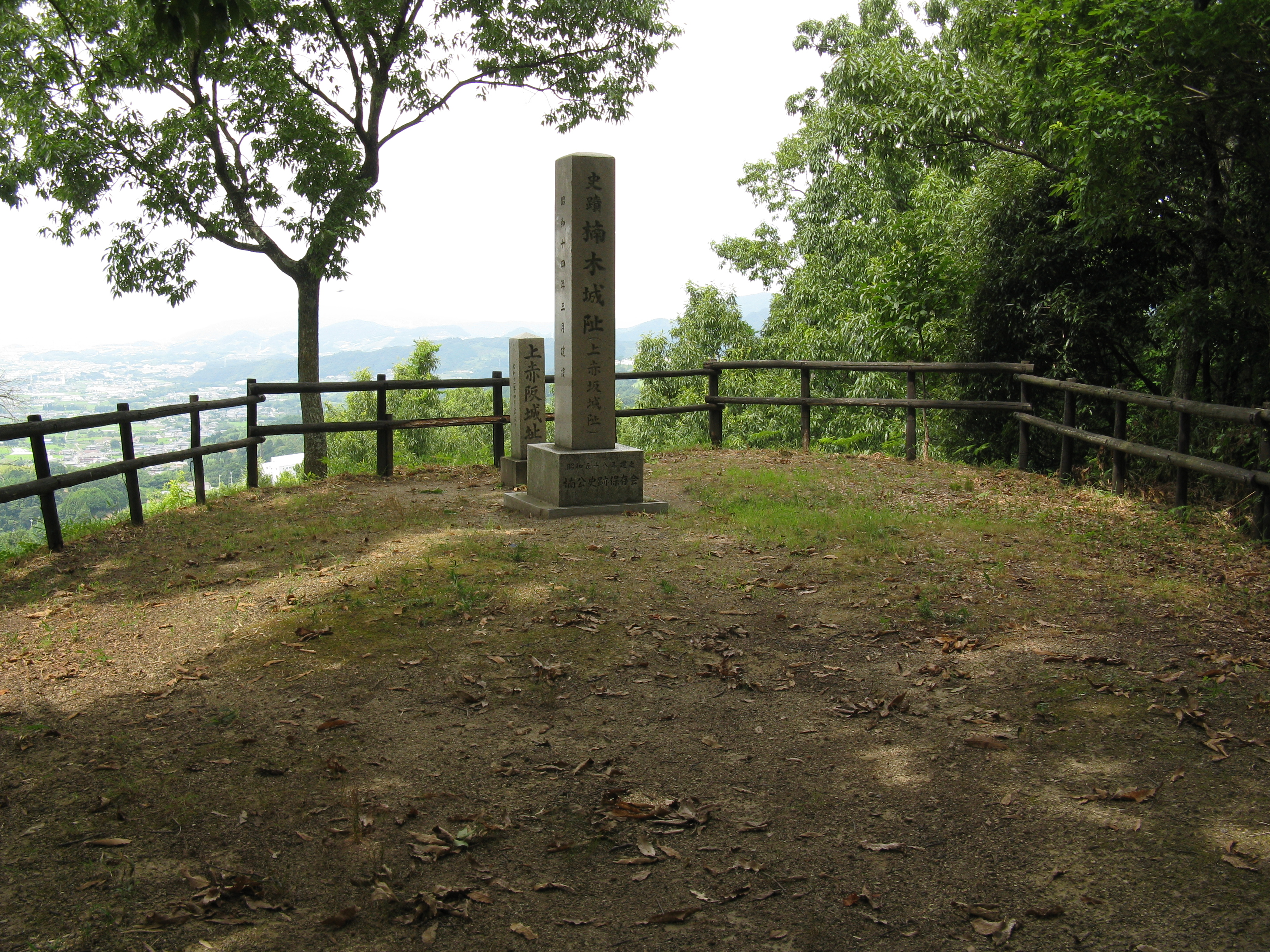
上赤坂城址。父以来の楠木氏の拠点の一つを落とされた正儀は窮地に陥った。

和平交渉が不首尾に終わったため、幕府軍は南征を続けた。将軍義詮自らを大将とし、関東執事畠山国清・幕府執事細川清氏という幕府きっての武闘派が協力して攻勢に出たことから、幕府軍が南朝を終始圧倒した。
正平15年/延文5年（1360年）3月17日、畠山国清は南朝攻略を進め、去年末まで南朝行宮があった金剛寺を制圧、焼き払った（『天野山旧記』）。
4月25日、滅亡の危機に瀕した南朝に対し、さらに最悪の事態が発生した。南朝の皇族で南朝征夷大将軍に任じられていた赤松宮が、北朝に寝返り、義詮から軍勢を借りて、吉野・賀名生に進軍したのである（『大乗院日記目録』）。赤松宮は、後醍醐天皇皇子大塔宮の遺児興良親王であるという説と、興良とは別人でその兄弟の陸良親王であるという説がある。赤松宮は観応の擾乱の際にも、幕府の赤松則祐に擁立されて南朝にも北朝にも属さない第三勢力として台頭したことがあり、もともと独立志向が強かった。
しかし、赤松宮は南朝の前関白（二条師基）が率いる軍に敗北し、奈良に撤退した（『大乗院日記目録』）。さらに、同月28日、和田（和田正武？）・楠（楠木正儀？）が、赤松宮の立てこもる奈良を陥落させ、乱はわずか3日で収束した（『大乗院日記目録』）。とはいえ、皇族将軍の謀反という事態は、南朝へ物理的にも精神的にも大きな傷を与え、南朝はこの後も連戦連敗が続いた。
閏4月12日、南朝軍は紀伊国で大敗（『愚管記』）、一族の楠木正久が戦死した（『南狩遺聞』）。5月1日、楠木軍は3城を落とされた（『愚管記』
）。楠木七城（楠木氏の本城）の一つ赤坂城に対しても5月8日夜から総攻撃が仕掛けられ、翌9日に落城（『武家雲箋』所載『豊田幹家軍忠状』）。もはや南朝の滅亡は秒読み段階だった。
ところが、ここで南朝に有利な事態が発生した。長引いた遠征によって、幕府の武将に内部対立が起こり、仁木義長・畠山国清・細川清氏という幕府を代表する3人の武将が諍いを起こしたのである。幕軍内の対立と厭戦感情を抑えきれなくなった足利義詮は、南朝後村上天皇が座す観心寺行宮を眼の前にして、撤退せざるを得なくなった。5月27日、義詮は撤兵を宣言し、摂津国尼ヶ崎の本陣を引き払い、翌28日に京都に到着した（『愚管記』）。これは決して「幸運」ではなく、義詮の指導力不足に加えて、楠木氏が山岳地帯という攻めにくく守りやすい地の利を活かした防衛戦術に長けていたからである。かつて、元弘の乱の千早城の戦いでも、父の楠木正成が幕府の厭戦感情を高めて同士討ちさせた戦略を使用している。
この後、7月から9月にかけて、仁木・畠山・細川というこの遠征に関わった幕将はすべて失脚した。
7月6日、細川清氏が南朝追討という名目で大軍を伴って出陣（『愚管記』）。しかし、真の狙いは、幕府でのライバルの仁木義長の排斥にあった。これを察した仁木義長は、京都で乱を起こそうとするが失敗、7月18日には京都から脱出し、幕府を離れる（『愚管記』『大乗院日記目録』）。最盛期は9ヶ国の守護を占めた仁木氏は没落、伊勢一国を領すのみとなる。
さらに8月4日、幕軍大将の関東執事畠山国清が関東に帰還（『大乗院日記目録』）。関東を発ってから既に一年近くも経っていた。このあまりに長すぎる遠征に嫌気が差したのだとされる。翌年国清は失脚し、さらにその翌年、流浪中に死亡。
9月23日、将軍義詮は細川清氏に謀反の気があるとして、後光厳天皇を奉じて京都新熊野に移り、清氏誅殺のための兵を徴収、清氏は若狭国（現在の福井県南部）に逃れた（康安の政変）（『愚管記』）。10月25日、清氏は若狭国で幕府の追討軍に敗れ、27日に近江国坂本に逃走、かつて幕府執事として栄華を極めた清氏の軍はわずか50騎にまで減っており、進退極まって南朝に投降した（『柳原家記録』152（『後愚昧記』））。
幕府の混乱に乗じ、正儀は本拠地である河内国東条などの旧領を回復した。

#### 第四次京都攻防戦

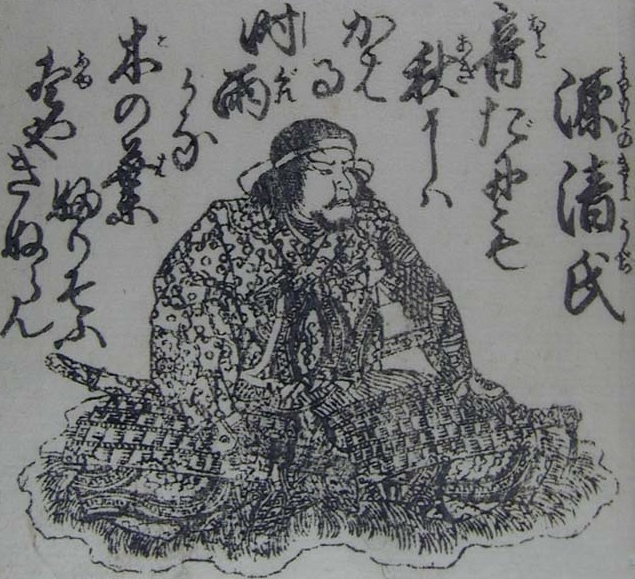
『続英雄百人一首』より『細川清氏』

第四次京都攻防戦は、室町幕府の元執事細川清氏が、室町幕府の政争（康安の政変）で失脚し南朝に降ったことを契機に進められ、正平16年/康安元年（1361年）12月8日から12月27日まで京都を占領したが、再挙した義詮の武威に押されて戦わずに撤退した。正儀は開戦前からこの占領作戦は無益だとして批判的だったと言う説がある。以下、詳細を述べる。
正平16年/康安元年（1361年）9月、南朝後村上天皇は観心寺行宮から住吉在住の津守国量の館に遷幸（『李花集』）。
12月3日、南朝軍は天王寺に集い、前関白二条師基（もしくは二条教基）を名目上の総大将として、四条隆俊・正儀・頼房・清氏らが実質の主将となり、楠木氏・河内和田氏・湯浅氏・生地氏・贄河氏・福塚氏・河辺氏、および橋本新判官らの軍が集った。
12月5日、将軍足利義詮は東寺に布陣。7日、南朝軍の勢いを見て、近江国に退却し（『仁和寺年代記』『壬生官務日記』『東寺長者補任』）、8日、北朝後光厳天皇も比叡山から近江国武佐行宮に逃れる（『皇年代略記』）。同日、南朝軍2,000騎は戦いもなく京を占領した。軍記物『太平記』によれば、これは正儀率いる槍歩兵と清氏率いる騎兵による新陣形が功を奏したのだという（→楠木氏と槍）。
12月27日、近江国から幕府軍が上京することを聞いた正儀と清氏は出河原に後退し、一戦も交えずに宇治路に向かって退却した（『壬生官務日記』）。
交戦することなく撤退したことについては、真偽不明だが、『太平記』流布本巻37「清氏正儀京へ寄する事」が描くエピソードとして、正儀は開戦前から既にこの攻防戦に難色を示しており、「故尊氏卿がさる（建武3年（1336年））1月16日に（京で）負けて以来、筑紫（九州）に落ち延びてから、朝敵（北朝）が都を落とされること5回に及びます（2回は新田義貞・楠木正成・北畠顕家らに、3回は正儀・北畠顕能・足利直冬らに落とされている）。しかし、天下の士卒で皇天（南朝）を奉じる者がまだ少ないので、（そこをまず解決しない限り、何度も占領しても）京に足を留めることが出来ないのです。一度京都を落とす程度なら、細川清氏の力を借りるまでもありません。（たかが京を陥落させる程度は）この正儀一人の軍でも容易くできますが、また敵に取って返されて（京を）攻撃されたとき、一体どこの国が官軍（南朝）の助けに来てくれるというのでしょうか。そして仮にもし退くことを恥じて、京に踏み留まって戦ったとしても、四国・西国（九州）の敵が船を出して押し寄せ、美濃・尾張・越前・加賀の敵も、宇治・勢多から押し寄せて決戦するので、また天下を奪われることは必至でしょう。とはいえ、それがしは愚案短才の身でありますから、公儀で開戦を決定するのなら、とにかくも従いましょう」と主張していた。
そもそも、京は盆地にあって攻めやすく守りにくい立地である。呉座勇一によれば、特に、越前国・若狭国（現在の福井県）から京への物流の要である、近江国（現在の滋賀県）琵琶湖西岸の湖西路を制圧されると、京の防衛側は途端に干上がって撤退せざるを得ない。ただ京を制圧しただけでは、何の益にもならないのである。前述の『太平記』の逸話について、亀田は、「［正儀の］現状認識の正確さには驚かされる」と称賛している。

### 後村上天皇の治世末期

#### 和平交渉（1367年）
既に南北間は5年ほど和平交渉は途絶えていた。しかし長引いた戦乱に両朝とも疲れたのか、南朝後村上天皇は徐々に態度を和らげ、将軍足利義詮も文治派の斯波高経を起用するなど、徐々に歩み寄りをするようになった。
正平20年/貞治4年（1365年）4月ごろ、南朝の領地である摂津国四天王寺で金堂上棟式が行われ、後村上天皇が臨席した際、幕府も馬を献上している。
同年8月ごろ、再び交渉を再開をしようとするが、しかし一旦は北朝の側から断られている（『華頂要略門主伝』貞治4年8月23日条）。
8月3日、後村上天皇綸旨の奉者を、武士の身分に過ぎない正儀が務めており（『土屋孫三郎氏文書』）、このとき帝にとって最大の側近となっていた。
正平21年/貞治5年（1366年）8月末から9月初頭ごろ、南朝は再度和平交渉を持ちかけた（『吉田家日次家』同年9月5日条）。今回は両陣営が非常に乗り気であり、今までになく合一の機運が高かった。
8月、貞治の変で幕府の実権を握る斯波高経・幕府執事斯波義将父子が失脚するが、将軍義詮は斯波氏の融和路線をそのまま継続した。
11月10日、法皇寺長老空照が北朝の大外記中原師茂に告げて、南方御合体（南北朝合一）については両朝でほぼ合意が形成されてきて大詰めの段階にあるが、まだ関東（鎌倉公方足利基氏/関東執事上杉氏）との意見調整が終わっていないため、使者を派遣して返答待ちの状況だと言う（『師守記』）。
翌正平22年/貞治6年（1367年）にも交渉は継続して続き、この頃は南朝前大納言洞院実守が交渉を代表した。
4月27日、南朝の勅使葉室光資（中納言）が上洛、五条東洞院に宿泊した（『師守記』）。
4月29日、勅使葉室光資は寝殿で将軍足利義詮と対面し、和睦の綸旨を手渡す（『師守記』）。ところが、綸旨の内容を知った義詮は激怒し、和睦は破断となってしまった（『師守記』）。この部分、史料の文字が摩耗しており解読しづらいが、「降参」という語があり（『師守記』）、南朝側が「北朝・室町幕府の南朝への降参」という形式にこだわったことに、義詮が気分を害したのではないかと考えられている。森茂暁の推測によれば、このころ後村上天皇が病気か何かで影響力が弱まり、そのため主戦派が台頭して、「降参」などという文言が入ったのではないかという。当時、南朝の皇子懐良親王は九州の主要部をほぼ制圧し独自の王国とも言える一大勢力を築いており、このことも主戦派を強気にさせた。佐々木導誉はこの和平交渉に幕府側として関わっていたため、義詮から譴責された（『師守記』）。
5月2日、南朝勅使葉室光資が出京し、南朝に帰還（『師守記』同年5月16日条）。武士たちの憤懣は収まらず、5月16日、将軍義詮は南朝を7、8月には攻めるとまで言い放った（『師守記』）。
だが、正儀は和平を決して諦めず、自身が替わって南朝代表となり、6月に至っても、粘り強く働きかけ続けた。6月8日、正儀は代官の河辺駿河守を特使として派遣し、義詮に謁見させた（『師守記』）。7月14日、清水坂に宿を取っていた楠木代官の河辺駿河守が30騎を引き連れ、出京し南朝に戻る（『師守記』）。7月29日朝、摂津能直が幕府側の使者となり、若党10余人をつれて南朝に向かう（『師守記』）。8月9日、幕府使者摂津能直が帰京し、正儀本人に会うことはできなかったが、南朝から料馬1疋を、楠木氏から束馬1疋と鎧1装を、和田氏（和田正武？）から馬1疋と腹巻1つを贈られたことを報告した（『師守記』）。
南朝を攻めるとまで憤った義詮だが、このように戦は回避され交渉は続けられており、藤田精一の主張によれば、正儀の誠意に、義詮が心を動かされたのだという。
正儀の功績に報いるためか、あるいは箔付けして代表として動きやすくするためか、後村上天皇は正儀を昇進させることにした。同年10月4日までには右兵衛督に（『久我家文書』河野辺駿河守宛書状）、さらに翌正平23年/応安元年（1368年）12月8日までには左兵衛督に任じられている（『東寺百合文書』）。兵衛督は中納言や参議などの公卿が兼任することもある高官で、南朝側の武士では新田義貞が就いていたこともあり、室町幕府側では足利氏鎌倉公方家当主や後には三管領筆頭斯波氏当主が任じられ、当時の武士にとっては征夷大将軍に次ぐ地位である。
正平22年/貞治6年12月7日（1367年12月28日）、二代将軍足利義詮薨去。細川頼之が幕府管領となり、若き足利義満を補佐することになった。

#### 後村上天皇崩御

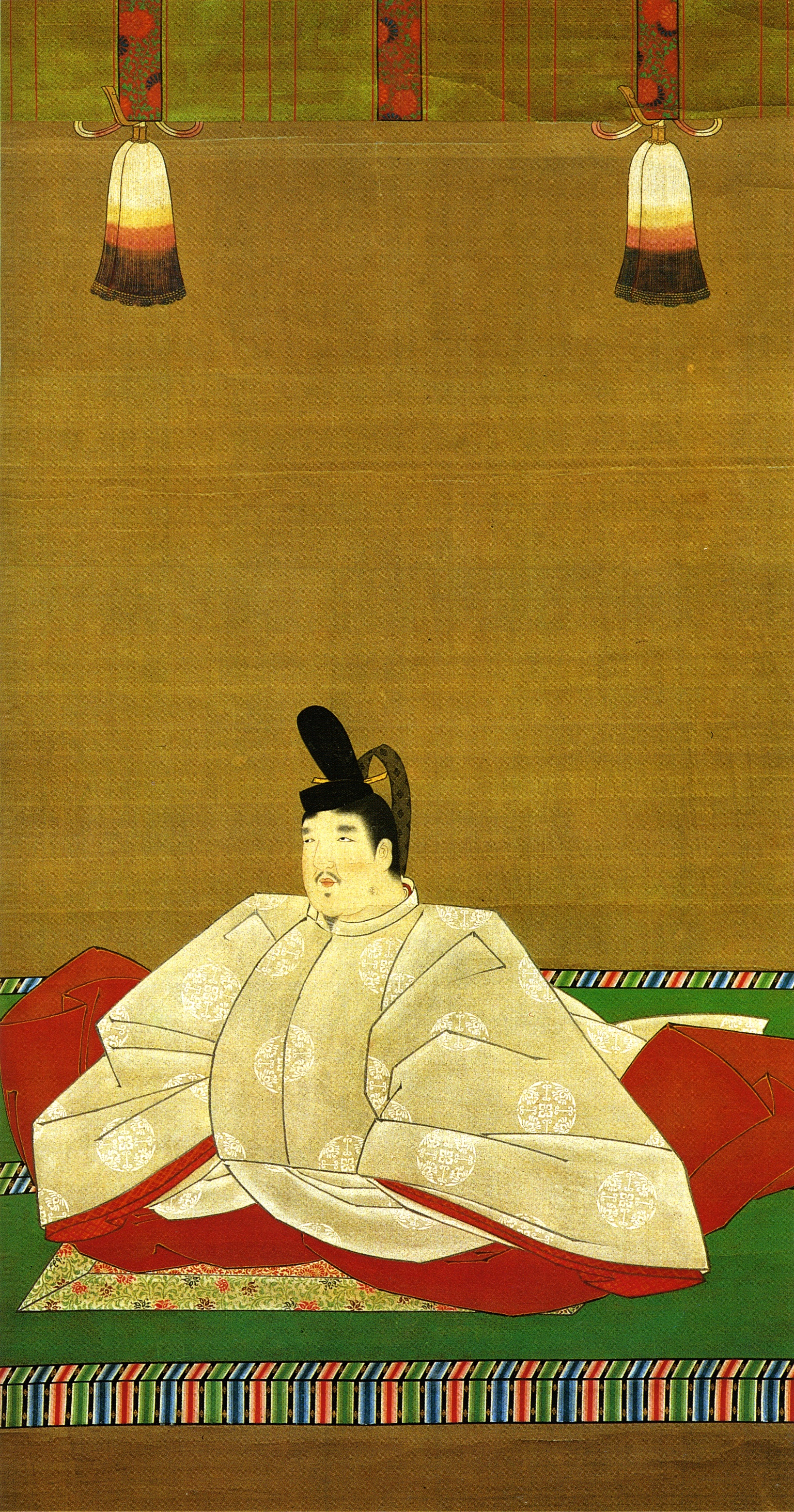
後村上天皇像

正平23年/応安元年3月11日（1368年3月29日）、後村上天皇崩御。後村上天皇は、その治世の初期には強硬的な側面もあったが、徐々に態度を和らげ、条件によっては和睦による和平も厭わない政治的バランス感覚に優れた君主だった。年齢も近く、20年もの間に渡り、強固な信頼関係を構築してきた主君の崩御は、正儀に痛恨の打撃を与えた。
先帝崩御で南朝全体が喪に服していたためしばらく交渉は止まっていたが、百日忌を終えると、正儀は再び和平交渉を続け、少なくとも正平23年/応安元年7月19日までは努力が続いていた形跡が確認できる（『河野文書』重綱（判）河野通堯宛書状同年7月19日付）。
しかし、後村上天皇・足利義詮という両首脳を立て続けに失ったことにより、交渉は以前にも増して困難となった。しかも、次節で述べるように、後村上天皇の長子で主戦派の長慶天皇が即位することとなり、やがて交渉は打ち切られた。

#### 長慶天皇即位
正平23年/応安元年（1368年）、和平派の熙成親王（後の後亀山天皇）ではなく、北朝に対して強硬だったと言われる主戦派の長慶天皇が即位し、和平派の中心であった正儀は南朝内で孤立することになってしまった。
長慶天皇は、現実路線よりも理想論を奉じる強硬派だったが、決して無策な愚君ではなかった。『源氏物語』の日本最古の辞書形態の注釈書『仙源抄』を著すなど、文人・学者としての優れた素養もあり、芸術の怪物的天才だった祖父・後醍醐天皇譲りのカリスマを受け継いでいた。のち、二条派の大歌人でもある宗良親王が36年もの長征から戻ったこともあって、長慶天皇は歌合・和歌会を盛んに催した。現代の感覚からすれば公務を放棄して遊戯に興じたように一見思えるが、当時の歌合・和歌会は高度に政治的な場であり、王権を権威付ける公的な文化装置の役割があった。また、このような歌合を通してわかるのは、長慶天皇政権が、人員的にも政治・訴訟制度的にも、それなりのものを維持できていたということである。長慶天皇が主宰する文学サロンによって、この後、弘和元年/永徳元年（1381年）12月3日、宗良親王を撰者とする準勅撰集『新葉和歌集』という傑作が生み出されている。
実際、長慶天皇のカリスマ向上政策は功を奏しており、のち正儀が北朝に寝返ったときも、棟梁の正儀の決定に唯々諾々と従った楠木氏とその同族の武将は楠木正直ぐらいしかおらず、他はほぼ全て長慶天皇のもとに留まった（→北朝へ出奔）。特に河内和田氏と和泉橋本氏は楠木氏の同族だが、その棟梁と思われる和田正武と橋本正督は、正儀不在中、長慶天皇の股肱の臣として活躍した。
しかし、長慶天皇にどのような政治的ビジョンがあろうとも、そして同族がどれだけ長慶天皇を支持しようとも、それが戦乱の継続を意味する限り、正儀とは全く相容れるものではなかった。

### 細川頼之と協同する

#### 北朝へ出奔

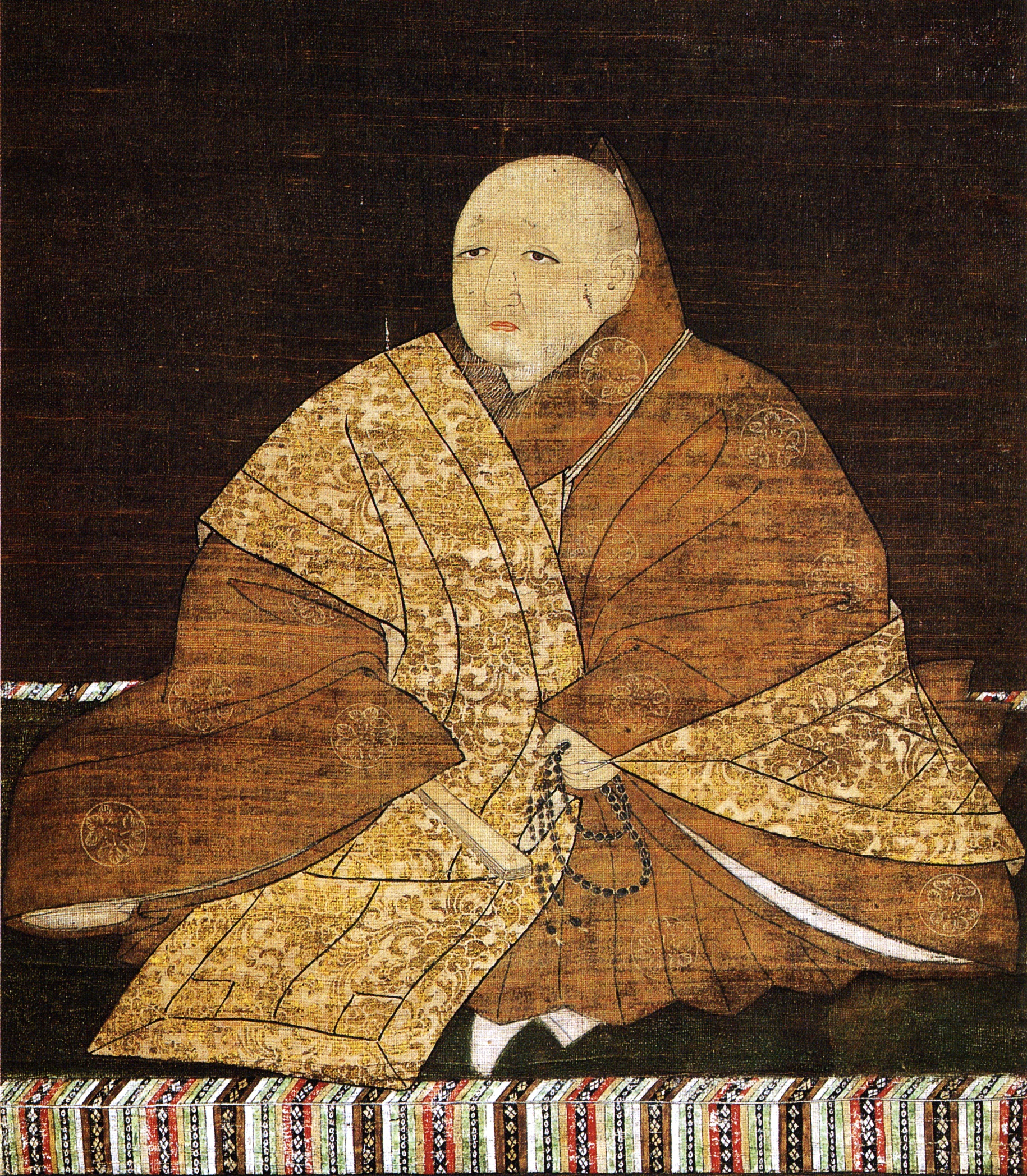
第三代将軍足利義満。

正平24年/応安2年（1369年）1月2日および2月7日、正儀は将軍義満への謁見を書状で願い出た（『花営三代記』）。記事中では内容は不明だが、この後の行動を見る限り、南朝総大将である正儀自らが北朝側に寝返ることを申し出たと見られる。
2月18日、はやくも北朝武将として活動を開始し、幕府の田代顕綱に対し、本領を安堵する旨の書状（年号も北朝の「応安」を使用）を送った（『田代文書』）。
このことが南朝内に知れ渡ると、主戦派長慶天皇からは無論のこと、同族からすら怒りを買った。3月16日、裏切りの棟梁たる正儀を仕留めるため、南朝の有力武将で楠木氏の同族でもある和田（和田正武？）と橋本（橋本正督？）の二将が河内国と和泉国に進撃した（『寺院細々記』）。前述したように（→和平交渉（1351年初））、和田正武は観応の擾乱の頃から主戦派寄りだった。他の楠木一族もまた正儀の決定には従わず、正儀の館を攻撃した（『後愚昧記』同月3月22日条）。
なお、幕末の飯田忠彦『大日本野史』は、正儀は一族でただ一人北朝に投降し、そのため嫡子の正勝すら正儀に逆らって南朝に留まり、この時期父子対決が起こったとしているが、『大日本史料』に集められた一次史料では、正儀の子が父に対し戦ったという記述は特に無い。正儀一人だけが北朝に投降したというのも誤りで、楠木正直という武将は正儀に従って幕府に降り、後に北朝の刑部少輔に任じられている（『花営三代記』康暦2年12月25日条）。ただ、逆に言えば、一次史料としても、正儀と正直以外にめぼしい楠木の姓を持つ武将が北朝・幕府の記録に登場しないため、正儀の嫡子が南朝側に残っていても不思議ではない。
正儀の窮地を救うために、室町幕府は正儀救出作戦を敢行。3月16日には赤松大夫判官入道（赤松光範）が、3月18日には細川頼基（管領細川頼之の養嫡子で実弟）が亡命を手助けするために派遣され、20日、正儀は無事天王寺まで逃れた（『花営三代記』）。
4月2日、正儀上洛、その夜、管領の細川頼之と面会し、翌3日夜に義満に謁見した（『花営三代記』）。
翌5月16日には早速、幕府の役人として公務を開始しており、河野辺駿河守（不詳）に対し、仁和寺と禁野で地下人が南禅寺造営木材船を濫妨狼藉しているのを防ぐように指示している（『里見忠三郎氏所蔵文書応安2年5月16日』）。

#### 北朝での待遇
北朝の朝廷からは、手放しに歓迎された訳ではないものの、一定の好評価を受けた。南朝で得ていた左兵衛督の官職は、はじめ北朝でも安堵された（『里見忠三郎氏所蔵文書』応安2年5月16日付）。室町幕府の前々左兵衛督は初代将軍尊氏の弟足利直義で、前左兵衛督は尊氏の子の鎌倉公方足利基氏であり、外様の武将にもかかわらず、足利将軍家に匹敵する家格に見なされたことになる。
ただし、正儀が帰順する直前、左兵衛督のポジションは幕府ではなく公家に占められていて、御子左家の二条為遠（御子左為遠）が、前年の正平23年/応安元年（1368年）2月21日から左兵衛督に付いていた（『公卿補任』『愚管記』）。そのため、正儀の左兵衛督任官は、あくまで臨時的に北朝の要職を歴任させて箔を付ける処置だったようであり、その後遅くとも同年（1369年）11月12日までには二条為遠が左兵衛督に復任している（『公卿補任』）。幕府は正儀に見合う朝廷での高職が用意できなかったのか、正儀は12月13日のときには「散位」（位階はもつが官職の無い身分）を名乗っている（『南行雑録』『渡辺文書』）。散位時代の正儀の通称については、父である「楠木河内判官正成」が当時著名だったためか、三条公忠は正儀のことを「楠木判官正儀」と呼んでいる（『後愚昧記』）。
4年後、朝臨時首都天野行宮を陥落させた功績からか、中務大輔（正五位上相当）の官職を得た（→天野行宮攻防戦）。これは元の左兵衛督（従四位下相当）よりは一つ下ではあるが、この時代、中務大輔は主に将軍家御一家の吉良氏（及びその分家今川氏）や渋川氏（吉良満家、吉良満義、吉良尊義、今川範氏、渋川直頼等）が、それ以外では奥州管領畠山国氏などが任じられ、将軍家に次ぐ名門出身の人物、もしくはそれに匹敵する実力者が選ばれた。
さらに、室町幕府（というよりは、管領の細川頼之個人）からは全面的な信任と高待遇を受けた。
河内・和泉両国の守護に任じられ、さらに摂津国住吉郡の一群守護ともなった。これらはほぼ現在の大阪府に相当する広大な領域で、当時から交通・軍事・商売の要衝を為し、室町幕府の心臓部とも言える地域だった。しかも、河内国は足利一門が属する河内源氏発祥の地であり、イデオロギー的にも室町幕府の根拠となる領域である。
正儀の後、幕府は守護の反乱を警戒して、摂津は管領細川京兆家（宗家）に、河内は管領畠山金吾家に、堺港を擁する和泉に至っては、一国の領有だけでも強大になりすぎるため、細川氏の分家二つに分割統治させるなど、本来ならば管領およびそれに準じるクラスの氏族4人によって分割で担当される地域だった。楠木氏の実効支配領域への現状追認の側面もあるとはいえ、これほどの要地を正儀がたった一人で任されたことは、類のない極めて異例な厚遇である。

#### 投降の理由と目的
投降した直接の理由は、主戦派の長慶天皇との不和である。もうひとつの直接的理由として、1年前もしくは2年前から既に、細川頼之は正儀を室町幕府に引き抜こうとたびたび打診していたとも言われており（『予章記』正平22年2月10日条、『後愚昧記』応安2年3月22日）、こうした頼之からの熱烈なアピールも北朝帰順に影響していた。なお、頼之の父の細川頼春は17年前に正儀の軍勢によって討たれており（→第一次京都攻防戦）、いわば父の仇であるにもかかわらず、正儀の能力・人格に心酔していた。
内面の心情や、北朝に移って何を為そうとしていたのか、という推測には以下のようなものがある。
- 南朝・北朝という枠には囚われず、内戦の早期終結を模索したのではないかとする説。
  - 昭和初期の藤田精一は、「自分の主張を捨てて主戦派の長慶天皇に服従するか」「恥を忍んででも天下平和の福祉を追求するか」の二択を迫られた結果、後者を選んだのではないかとし、その心境は憐憫の情に耐えないと同情的に見ている[168]。また、当時の幕府管領の細川頼之が弭兵（びへい、停戦）を是とする思想の持ち主のため、幕府についた方が講和が速く進むと見たのではないか、としている[168]。
  - 昭和時代の言論人徳富蘇峰は、正儀は南朝の皇室と人民の両方を全滅から救うため、幕府方の宥和派である細川頼之と通じて和平に向けた空気作りに努めたのであって、南北朝合一は正儀と頼之の代には実現しなかったとはいえ、その礎を築いた二人の功績は大きいのではないかとしている[169]。
  - 亀田俊和は、正儀は撫民思想（人民をいたわる思想）の持ち主で、南朝にいても勝ち目がない以上、北朝の武将として早々に戦乱を終わらせる方が民の利益になる、と考えたのではないかとしている[170]。その論拠として、『太平記』で無意味な京都攻防戦に難色を示す場面があること（→第四次京都攻防戦）、及び、南北朝合一時の南朝天皇後亀山天皇が「君主とは民を第一に考えるもの」と持論を語っていたこと（『吉田家日次記』）を挙げている[170]。
- 南朝護持のためにあえて北朝に移ったとする説。
  - 同時代の政敵が主張していた説。室町幕府内では細川氏と赤松氏以外の武将とはあまり仲が良くなく、特に斯波氏派閥の幕府の武将からは南朝からのスパイなのではと疑われていた（次節以降）。
  - 江戸後期の松島履郷（1814–1844年）は、長慶天皇の下では重用されず大した動きが出来ないため、むしろ北朝に移って幕府内から便宜を図った方が南朝のためになると考えたのではないか、としている[171]。
  - 江戸後期の頼山陽は、『日本政記』（天保3年（1832年）脱稿、弘化2年（1845年）刊）で、今北朝と決戦すれば南朝は滅んでしまうが、南朝最大の名将の自分が北朝に移れば、南朝は大した戦いはできないから無茶はしないだろうし、また北朝としても自分を無視して大きな戦争を仕掛けることはできないから、逆に南朝の存続のためになると考えたのではないか、としている[171]。
- 自己の利益のために北朝に移ったとする説。
  - 水戸学や皇国史観で支持された説。江戸時代の徳川光圀『大日本史』は、正儀は「二心」を持つ人物だったとし、時局に「臨機応変」だったと揶揄している[172]。明治時代から昭和初期までは、一般的には正儀は邪悪な変節漢と見なされた（→皇国史観による非難）。ただし、皇国史観の下でも前述の藤田精一など正儀に好意的だった研究者は存在した。
  - 前述したように、亀田は正儀が投降した主な理由は民のためだったと考えている[170]。しかし、別の理由として、自分の現実策は愚かな上層部に全く評価されない、その上で敵が自分の才能を評価してくれて巨大な権益を提示してきたのならば、裏切っても当然なのではないか、と同情を交えて推測している[170]。

#### 細川頼之との友情

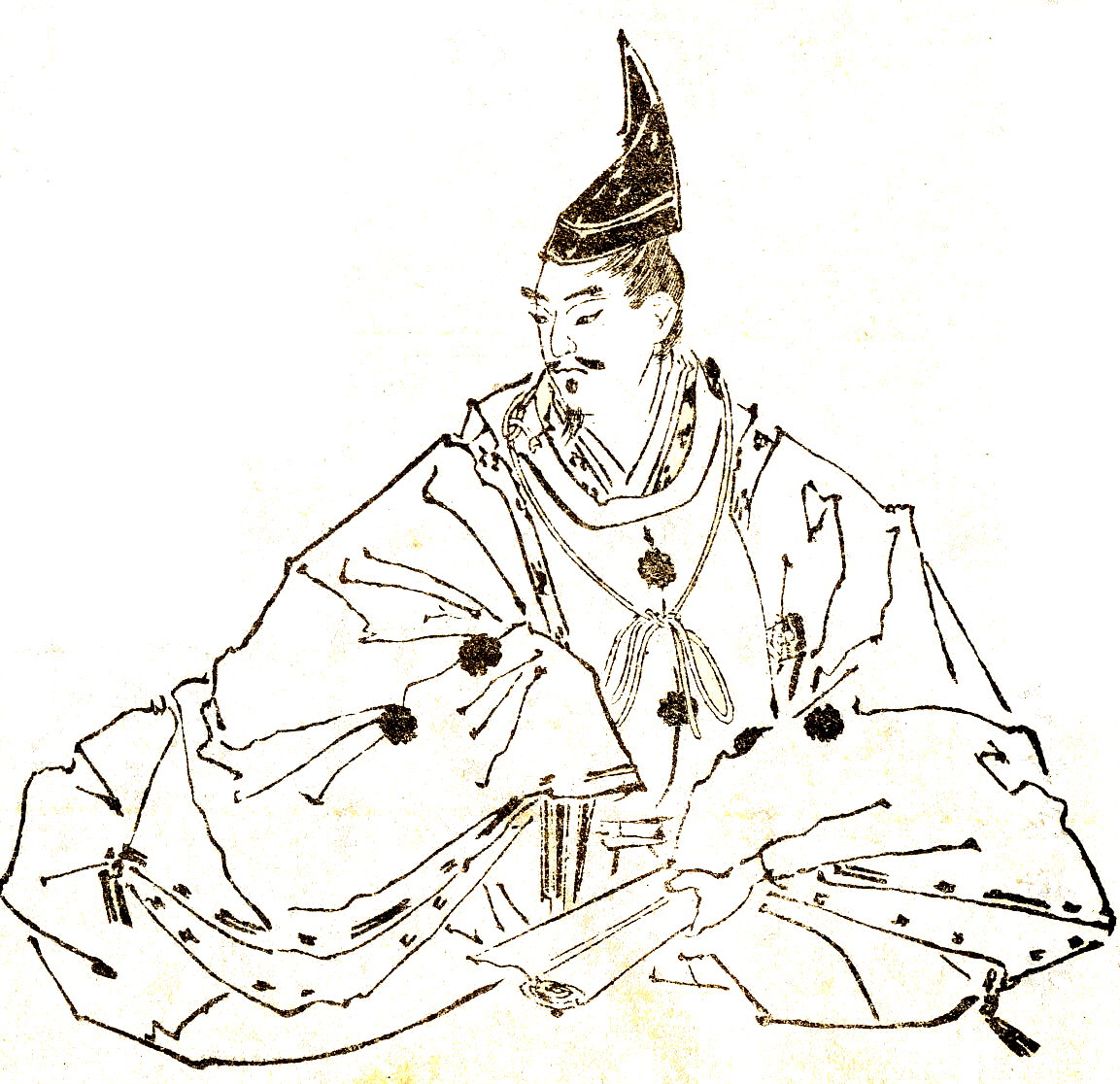
室町幕府管領細川頼之（菊池容斎『前賢故実』）。正儀の心友であり、時には管領の地位を危険に晒してまで正儀を救った。

正儀は帰順してから一年の間、全く南朝への軍事行動を取らず、また南朝も総大将を欠いて混乱にあったのか、軍事衝突がなかった。
このころ細川頼之が南朝に和平交渉を持ちかけるも一蹴されたという説があるが、それは戦国時代最末期の陽翁の創作物『太平記評判秘伝理尽鈔』の推測であって歴史的事実ではない。ただし、頼之が戦争をそれほど好まず、宥和路線を取っていたことそのものは確かだと推測されている。呉座勇一によれば、特に、正平23年/応安元年6月17日（1368年7月2日）に発布された応安大法は、「戦争の象徴」である半済令（幕府の守護が荘園の年貢の半分を徴収できる法令）を制限するものであり、事実上の「大規模戦争終結宣言」であるという。
その後、ようやく建徳元年/応安3年（1370年）4月、河内国瓜破（うりわり、天王寺の東南にある地域）で南北軍の衝突（『異本年代記』）。11月1日、南朝の和田（和田正武？）らが正儀の拠点を攻めたが、正儀は防衛に成功、4日には首級9つが京にもたらされた（『花営三代記』）。しかし2年もの間、正儀が全く攻勢に出ないことについて、徐々に幕府の同僚からやはりまだ南朝と内通しているのではないか、正儀を手引きした頼之もそれに関わっているのではないか、と疑われるようになってきた。
建徳2年/応安4年（1371年）5月8日、頼之は養嫡子の細川頼基を派遣して、正儀を助けさせる（『花営三代記』）。数日後、頼之は正儀への援軍を増やすことを決めた。ところが、将たちは「正儀には河内国を平定する意志がないから、命を救ったとしても何の意味もない」と言って、幕府管領である頼之の命令を拒絶した（『愚管記』応安4年5月20日条）。頼之は噴怨のあまり、20日未明、管領を辞め出家すると言って西方寺に引きこもった（『愚管記』）。そこで、当時満12歳の幼将軍足利義満は慌てて御所を出立し、西方寺に駆けつけて頼之の出家を制止、明け方に二人は一緒に帰京した（『愚管記』）。頼之がなおも意地を張って一身に正儀救援を主張し続けたため、ようやく増援が実行された（『愚管記』）。
当時、幕府の九州探題今川貞世による九州攻略が上手くいっていて畿内に注意を割けるようになったことと、また、幕府の身内からの疑惑を払拭するためか、正儀と頼之はこのあとしばらく南征を続けている。同年6月22日および8月6日にも正儀に加勢するための幕軍が集められた。
8月13日、南朝軍が正儀の居城を攻撃（『花営三代記』）。南朝軍の主将は四条隆俊と和田正武だった（『朽木文書』）。28日、細川頼基が援軍として正儀に加勢する（『花営三代記』）。しかし、これでも撃退できず、10月1日には佐々木氏（朽木氏）の佐々木出羽二郎が（『朽木文書』）、10月4日には赤松則祐の息子が（『祇園執行日記』）、正儀に加勢する。11月3日、細川頼基を大将とする大軍が南征し、淀川を渡る（『吉田家日次記』）。11月5日、幕府軍は、河内国瓜破城を攻城中だった南朝軍に勝利、南朝の湯浅党は100余人の戦死者を出した（『花営三代記』）。11月9日には首級50余りが京に届く（『吉田家日次記』）。
文中元年/応安5年（1372年）8月、南朝が唯一成功を収めていた九州でも、幕将の今川貞世によって大宰府が陥落して懐良親王が落ち延び、ここに南朝主戦派の望みは完全に絶たれた。
11月24日、南朝の和田正頼（和田判官代）が、高山寺領河内新荘栂尾田を荒らしたため、幕府の河野辺駿河守某に護らせる（『高山寺文書』）。

#### 天野行宮攻防戦
文中2年/応安6年（1373年）3月28日には細川氏春が征南総将として淡路から攻め入る。8月10日、細川氏春を大将として正儀と赤松光範が南朝臨時首都の天野行宮を攻め、正儀は先鋒武将として幕軍を先導し、天野行宮は陥落、長慶天皇は逃れた（『後愚昧記』同年8月13日条）。このとき、南朝軍は幕府軍に対し夜襲を仕掛け（10日未明なのか10日夜なのかは不明）、数刻（2〜6時間）の戦闘になった（『花営三代記』）。この戦いで幕府軍は40人余りが戦死、南朝軍は四条隆俊以下70人余りが討ち取られ、また「楠木の手の者」（南北に分かれていたどちらの楠木党のことを指すかは不明）も多く戦死した（『後愚昧記』）。
そもそも、正儀はかつて南朝の畿内での軍事力を事実上一人で支えていたため、その名将正儀が北朝に降ったことで、南朝の衰退に拍車が掛かり、幕府側の覇権が確立することになった。
なお、南朝の和平派後亀山天皇の即位はこの10年後とされる場合が多いが、正儀のこの年の軍事行動によって南朝の軍事力が崩壊した結果、南朝の主戦派が力を失い、和平派が力を得たことで、天野行宮陥落8日前の8月2日頃に即位したとする異説もある（→後亀山天皇の擁立）。
天野行宮攻めが評価されたのか、翌年の文中3年/応安7年（1374年）7月11日までには中務大輔の官職を与えられている（『渡辺文書』）。9月20日、南朝の淡輪左衛門大輔に対し、淡輪荘の本領安堵を保証し、北朝に勧誘した（淡輪左衛門大輔は2年前に北朝から南朝側に離反したばかり）（『淡輪文書』）。
また、日本最大の軍記物『太平記』は、ちょうどこの頃（1375–1379年頃）に、現在伝わる形が完成した。

#### 橋本正督の乱
正儀の北朝での凋落のターニングポイントになったのが、楠木氏同族和泉橋本氏の棟梁橋本正督の去就である。正儀が天野行宮を陥落させたことで、当時の南朝筆頭武将和田正武に次ぐ次席武将だった正督が北朝に投降し、当初、幕府での正儀の面目は大いに増した。
文中3年/応安7年（1374年）7月26日には、正督は和泉和田氏の和田助氏（当時南朝。前記の河内和田氏の和田正武とは別族）を勧誘するなど積極的に北朝武将として行動しており、しかも南朝での民部大輔（正五位下相当）の官職を北朝でも安堵されているなど、正儀と同様、北朝から破格の厚遇を受けていた（『和田文書』）。
ところが、正督はたびたび幕府からの離反行動を行った。
天授元年/永和元年（1375年）8月ごろ、橋本正督は南朝側に離反して和泉国土丸城に立てこもった。幕府はこれを攻め、8月25日、南朝の和泉国土丸城が陥落、城主の正督は幕府に投降し、今度は幕府方として紀伊国に向かわされた（群書類従本『花営三代記』）。造反した理由は不明だが、『花営三代記』ではこのとき、正督の官職を「宮内少輔」（従五位下相当）としており、同書が書き間違えたのでなければ、民部大輔から降格が行われていて、それと何か関係がある可能性もある。正督は、この時は一旦また幕府に従って罪を許され、紀伊の南朝軍を攻撃した。9月、紀伊国で南朝軍が敗退、幕府の紀伊守護らが在田郡に攻め入り、諸城を陥落させた（群書類従本『花営三代記』）。
天授4年/永和4年（1378年）11月2日、橋本正督は再び北朝から寝返って紀伊国で蜂起し、細川頼之の親族細川業秀を攻めたため、業秀は救援を求め、救援要請が5日に京に届いた（『花営三代記』『愚管記』『関岡始末記』）。17日、正督は細川頼基らと戦ったが敗退、夜には撤退した（『花営三代記』『後愚昧記』『愚管記』）。

#### 細川頼之の失脚
一旦は橋本正督を退けた細川氏だったが、ここで追撃の手を緩めた。
天授4年/永和4年（1378年）12月2日、細川頼基は勝利を宣言して軍を解き帰京（『愚管記』）。同月13日、幕府側総大将の細川業秀も密かに陣営を抜け出して淡路に撤退した（『花営三代記』）。このことについて、藤田精一は、正儀と頼之は宥和派であるから、南朝の戦力が削がれたのをもって、攻撃の手を緩め、無益な戦いを避けたのでないか、としている。一方、亀田は、細川氏の求心力が低下して全軍を思うように動かせなかったのではないか、としている。どちらにしても、細川氏の意見が他の幕府軍から受け入れられなかったことや、楠木氏同族橋本氏の反乱で正儀の信用が落ちたのは確かである。
特に、徹底追撃を主張したのが将軍足利義満だった。12月20日までに、細川業秀は紀伊守護を解任され山名義理に交代、正儀も和泉守護を解任されて山名氏清に交代させられた（『花営三代記』『後愚昧記』）。このときに、摂津国住吉郡の権益も山名氏清に奪われたのではないかともいう。12月中には、将軍義満自らが南征した（『異本年代記』）。
天授5年/永和5年（1379年）1月25日、山名義理・山名氏清は、南朝の正督が守る和泉国土丸城を陥落させ、2月9日、紀伊国の湯浅・石垣の諸城を落とした（『花営三代記』）。
幕臣らの頼之への不信感は頂点に達し、ついに行動を起こした。天授5年/康暦元年（1379年）閏4月14日、康暦の政変により頼之失脚、出家（『後愚昧記』）。後ろ盾を失った正儀は、今度は北朝内で孤立することとなる。
天授6年/康暦2年（1380年）7月、反細川派の筆頭だった斯波義将が、摂津国多田院地頭の紛争について、赤松義則と正儀の家人が寺家雑掌を追い出し、横暴狼藉を働いていると非難。細川氏の片腕だった赤松氏と楠木氏を政界から追放するため、本格的に動き出した。
7月17日には、抵抗を続けていた橋本正督がついに山名氏清に討たれて橋本党の武将11人の首が晒され（『花営三代記』）、かつての同僚にして同族の正儀は失意の底にあった。
ただし、河内守護として一定の勢力を持つ正儀が室町幕府の中枢部からすぐに排斥された訳ではなく、12月25日には一族の楠木正直が幕府のパレードに参加していた（『花営三代記』）。
弘和2年/永徳2年（1382年）1月30日にはまだ北朝の中務大輔として活動していて、和田備前入道（和泉和田氏の和田助氏？）に所領安堵の書状を送っていた（『和田文書』）。

### 一天平安

#### 南朝へ帰参

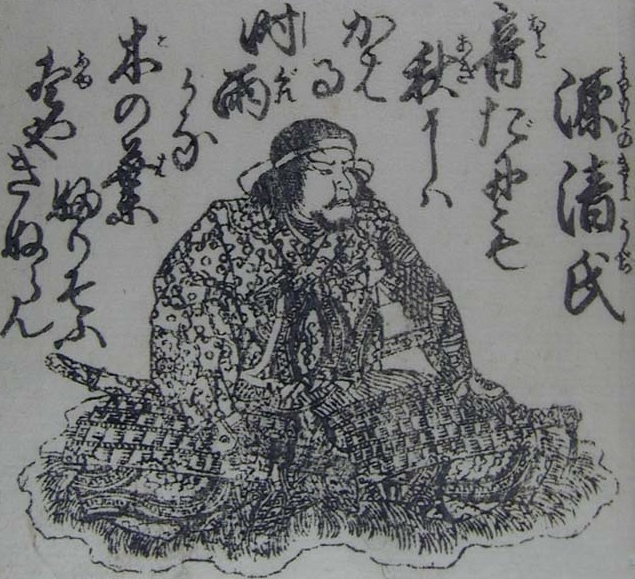
『武家百人一首』より『山名氏清』

弘和2年/永徳2年（1382年）閏1月、正儀は南朝に帰参した。正儀の出奔で空位となった室町幕府の河内国守護職は、畠山基国が引き継いだ。
南朝帰参の契機となったのは、直接的には幕府での後ろ盾である細川頼之を失ったからである。これに加えて、林屋辰三郎は、正儀の長年の努力が実り、南朝内で和平派を支持する層が増えたからではないか、としている。
幕府の報復措置は速やかで、裏切った正儀に対し同月内に山名氏清を派遣した。弘和2年/永徳2年（1382年）閏1月17日ごろ、正儀は山名氏清と対峙し、24日、河内国平尾で交戦（『三刀屋文書』所収『出雲国須波郡新左衛門入道軍忠状　永徳2年3月日』）。正儀は野戦で敗退したため、「旧居之要害」（平尾城？土丸城？）に籠城し、河内国の南朝軍を招集した（『河内国通法寺文書』）。
なお、徳川光圀『大日本史』は『和漢合運暦』（＝吉田光由『和漢編年合運図』？）を引いて、このとき正儀は氏清に大敗し、宗族6人、家人140が死亡したとし、『南方紀伝』等も同様に伝える。しかし、これらは江戸時代初期の著作のため、数字が正確かどうかは不明である。また、前記一次史料では、正儀が野戦で敗北したことまではわかるが、平尾城に立てこもった後の籠城戦の勝敗まではわからない。
この後、軍記物『後太平記』は、元中5年/嘉慶2年（1388年）8月17日に嫡子の楠木正勝が河内国平尾で氏清に大敗したとしている（平尾合戦）。後世の軍記物のため、日付や戦闘内容をそのまま鵜呑みにしてよいかは疑問である。しかし、一次史料である元中7年/康応2年（1390年）3月7日『尼妙性等売券』（国会図書館編『貴重書解題』四）には、「平尾合戦」のとき山名氏の乱入によって荘園の券文（土地書類）が失われたとあるから、1380年代のどこかで楠木氏が氏清から手痛い打撃を受けて平尾城が陥落し、幕府の報復が成功したことは事実と考えられている。

#### 参議任官
その後、弘和2年/永徳2年（1382年）2月28日までには、北朝側に離反する前に南朝で任じられていた左兵衛督の官職に復帰した（『渡辺文書』弘和2年2月18日付下知状）。
同年12月24日までに参議に任じられ、議政官（国政を司る太政官の最高幹部）となった（『観心寺文書』河野辺兵庫頭宛書状12月24日付）。
楠木氏は四姓（源平藤橘）のひとつ橘氏の後裔を自称し、少なくとも『建武記』に収録されている当時の公文書でも橘氏として扱われている。橘氏は永観元年（983年）に参議橘恒平が没したのち没落して議政官が絶えていたため、正儀は実に399年ぶりの橘朝臣姓を称する議政官ということになる。

#### 後亀山天皇即位

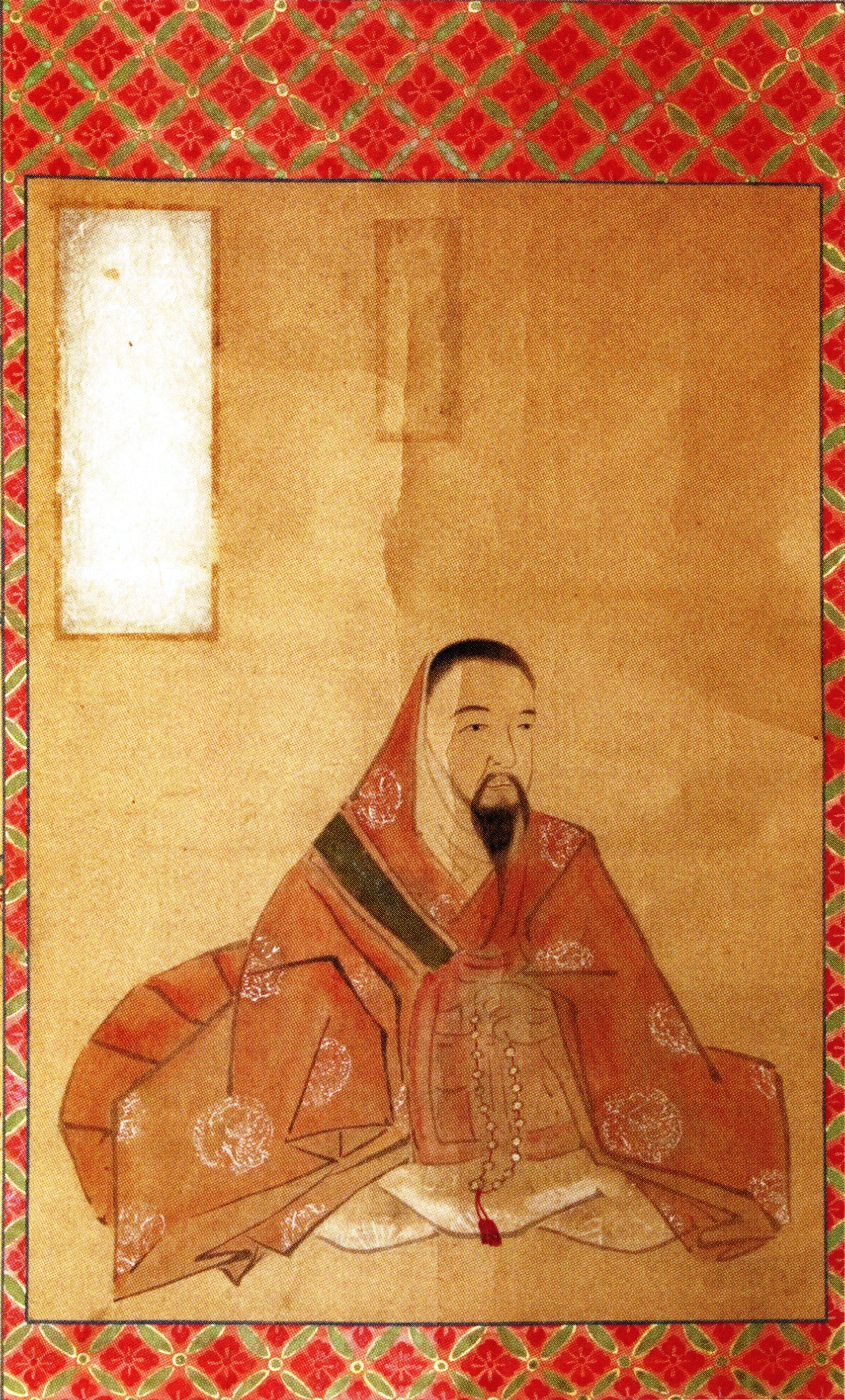
後亀山天皇像

弘和3年/永徳3年（1383年）末、主戦派の長慶天皇が譲位し、替わって和平派の後亀山天皇が即位。
林屋辰三郎によれば、これは楠木正儀ら和平派が本格的に台頭した結果だった。森茂暁もまた、和平派が優勢となったことで譲位が行われたのだとする。
なお、別説として、『花営三代記』文中2年/応安6年（1373年）8月2日条には、北朝側の著者が聞いた噂話として、この頃長慶天皇から後亀山天皇への譲位があったという。この噂を真実と仮定する場合、同年、当時幕府の武将だった正儀が南朝に度重なる攻撃を加えた結果（→細川頼之との友情）、長慶天皇はその軍事力を喪失して主戦派は権威を失い、替わって和平派の後亀山天皇が台頭したのだと説明される。現代では、長慶天皇の在位確定に功績のあった八代国治の弘和3年説をそのまま踏襲する場合が多いが、文中2年説についても、古くは藤田精一が可能性を提示し、21世紀に至っても森茂暁が綸旨発給状況の研究から強く支持している。
弘和3年説、文中2年説のいずれを取るにしても、長慶天皇から後亀山天皇への譲位が、主に正儀の行動によるものであったことは一致する。

#### 最晩年
その後、元中2年/至徳2年（1385年）に河内国二王山で合戦があったという説もある（『天野山金剛寺旧記』）。
譲位させられた長慶院は元中3年/至徳3年（1386年）4月5日に院宣を発しており、この頃まではまだ南朝内に一定の権力を有した。その前年の元中2年/至徳2年（1385年）9月10日には、「今度の雌雄」について高野山丹生社に願文をしたためており（紀伊高野山文書『宝簡集』39）、雌雄を決する相手は室町幕府だったという説と、弟の後亀山天皇だったという説がある。しかし、仮にクーデターだったとしても、南朝内の和平派に未然に防がれたと思われ、後亀山天皇は在位し続けている。
その他の活動は不明だが、森茂暁は、これまでの経歴からして、北朝との和睦がまとまるよう、南朝内で和平の実現に向けた土壌作りに努めたのではないか、と推測している。

#### 死去
その後、南北朝の合一を見ぬまま、元中年間に卒去したとされるが、その正確な年月日は不明である。『国史大辞典』は帰参してから6–7年後（つまり、1388–1389年ごろ）に没したのではないかという説をあげている。
少なくとも元中3年/至徳3年（1386年）にはまだ生存しており、河内国・和泉国に下知状を出すなど公務を果たしている（『淡輪文書』）。一方、元中7年/明徳元年（1390年）4月4日に「伊予守」という者が「楠木右馬頭」へ当てた書状の文面（『南狩遺文』所収）が残るため、遅くともこの頃までには正儀は死去もしくは隠居し、嫡子（楠木正勝？）が右馬頭として家督を継いでいた。
異説として、伊勢楠木氏の家系図『全休庵楠系図』（慶安（1648–1652）頃）は弘和元年/永徳元年（1381年）に数え52歳で病死とするが、一次史料で弘和2年の書状があるから明らかに誤りである。第二の異説として、大阪府枚方市楠葉の久親恩寺過去帳によれば、元中8年/明徳2年（1391年）8月22日に赤坂で討死したとも伝わる。この過去帳では享年62とされていることから、没年逆算で生年は元徳2年（1330年）になる。しかし、この説も前記一次史料の『南狩遺文』で、元中7年/明徳元年（1390年）に正儀ではない人物が楠木氏の指揮を取っていることと矛盾する。
説によって数年のずれがあるとはいえ、正儀の生没年（1330年代前半–1388年？)は、南北朝時代の始終期（1336–1392年）とほぼ重なり、乱世と共に生まれ、乱世を終わらせるために費やした生涯だった。

#### 明徳の和約

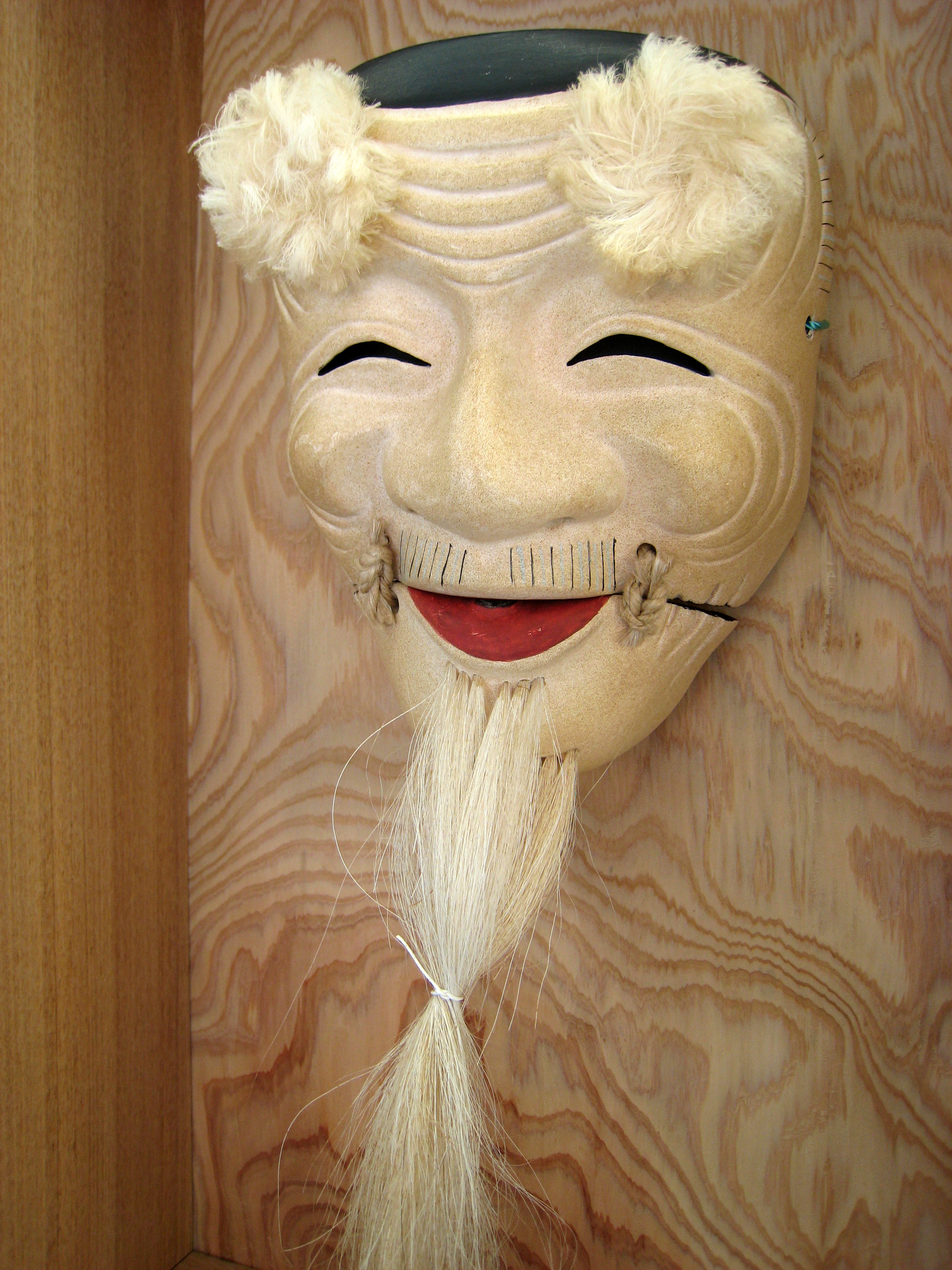
「白式尉」。北山文化の代表猿楽（能楽）で別格の能面で、天下泰平・円満福徳の象徴。

元中9年/明徳3年閏10月5日（1392年11月19日）、明徳の和約が成立。1. あくまで南朝が乱の間の正統王朝でありそれが北に「譲国」するという形式になること、2. 両統迭立する（旧南朝と旧北朝で天皇を交代で出す）こと、3. 国衙領（荘園ではない公領）は大覚寺統（≒旧南朝）に与えること、4. 長講堂領（王家領荘園群の一つ）は持明院統（≒旧北朝）に引き渡すこと、の4条件により、ここに南北両朝が合一した（『近衛家蔵文書』）。
後から歴史を振り返って見てみれば、この和約は前途多難だった。その内容はほぼ履行されず、後亀山太上天皇ら旧南朝皇族への扱いを不満に思った親房の子孫伊勢国司北畠家や、楠木氏の子孫は、後南朝の反幕活動に身を投じていった。太平の世も長くは続かず、応永6年（1399年）応永の乱、嘉吉元年（1441年）嘉吉の乱、嘉吉3年（1443年）禁闕の変などの事件が幕府を揺るがし、そして応仁元年（1467年）、応仁の乱によって戦国の世が幕を開けた。
とはいえ、流血を伴わない和睦による南北朝の合一は、和平派の後亀山天皇の在位が必要不可欠の条件であり、帝の即位には正儀が大きく貢献していた。また、明徳の和約の交渉は、後村上天皇の御代に、地道に和平交渉が続けられた実績があってこそ実現したものだった。正儀の思想やその影響がどのようなものであったかについての史料に、『兼敦朝臣記』がある。和約成立から10年後の応永9年（1402年）3月20日、吉田神社祠官で和約を仲介した吉田兼敦に対し、後亀山太上天皇は、合一に踏み切った理由について、「所詮、聖運の泰否においては、ひとへに天道・神慮に任せ、民間の憂ひを」云々と「結局のところ、余自身の今後の処遇については、ひたすら天に任せることとし、それよりもまず第一に民の間の憂いを取り除くことが大切だった」と自身の想いを述べ、兼敦に感銘を与えている（『兼敦朝臣記』）。小康状態とはいえ、ようやくもたらされた太平の世によって、公家文化・武家文化・庶民文化が混じりあった北山文化が花開いた。
明徳の和約が成って後亀山天皇が入京したその日、帝に付き添った武士として、そこには伯耆党6人、和田氏1人、宇陀郡秋山氏1人、井谷氏1人、そして楠木党7人の姿があった（宮内庁書陵部所蔵『南山御出次第』）。『大乗院日記目録』は、この日のことを、「南北御合体、一天平安」と記した。

## 人物

### 性格
一次史料である軍忠状の形式が、部下に対し温情のある人物だったことを示している。当時、部下の軍忠状に対する上官の承認は「承了（判）」などと短く書くのが普通で、極端に省略したものでは「（判）」と花押（署名用のサイン）だけ自署したそっけないものもあるが、正儀は「加一見候畢（判）」（一読を完了しました）と丁寧に書いている（『淡輪彦太郎助重軍忠状』正平7年6月）。機械的な定型文に拠らず長文・丁寧語で軍忠状に判をするのは、父の正成も同様であるため、父の習慣を見習った美徳である。
温厚で寡黙な人柄だったと見られ、正儀の感情の起伏について記した史料がほとんどない。生涯で唯一感情を露わに見せ、我を忘れて激怒したのが、若き日に、身内からの妨害で和平交渉が失敗に終わった時である（→和平交渉（1351年初）)。
後年、後亀山天皇は民の憂いを除くために南北朝合一を決意したと語っており（『兼敦朝臣記』、→明徳の和約)、帝を奉じた正儀もまた同じ撫民（ぶみん）思想（民をいたわる思想）を有していたと思われる。
理由は不明だが花押をたびたび変えており、中村直勝の説によれば、生涯に少なくとも4度は変更している。
南北朝時代を代表する名将で、その生涯において、日本国の首都を計5回征服した。内訳としては、南朝武将として北朝首都の京都を4回占領、のち北朝武将として南朝臨時首都の天野行宮を1回占領している。正儀自身が一か八かの勝負や戦死者が増える戦いを嫌う性格だったためか、父の湊川の戦いや兄の四條畷の戦いのような、勝てば決着、負ければ滅亡といったような華々しい決戦はない。どちらかといえば、父の千早城の戦いのような、山岳地帯での防衛戦、敵将への調略、後詰による敵の補給線の遮断などを駆使した戦略的な勝負を好んだようである（→戦略革命）。しかし、正儀が南朝の軍事的支柱であったのは疑いなく、正儀一人が北朝に出奔したことによって南朝の軍事力はほぼ無力化されている。

### 後村上天皇との関係
正平6年/観応2年（1351年）、当時主戦派だった帝は正儀の和平交渉に横槍を入れて破棄させた。正儀はこれに怒り狂い、「幕府が吉野殿（後村上天皇）を討つなら自分も加勢する」とまで言ったという噂が立つほど、当初は不仲どころか憎悪の関係にあった（→和平交渉（1351年初）)。
ところが、正平7年/文和元年（1352年）、八幡の戦いで自ら武器を振るい幕府の包囲網を突破した後村上天皇は、真っ先に正儀を召し出して遷幸先の意見を問い、北朝上皇らの護送という重要任務を勅命するなど、この頃には関係が好転していた様子が見られる（→和泉防衛)。
正平14年/延文4年（1359年）には、足利義詮の南征に備えるために、行宮（臨時首都）を楠木氏の菩提寺である観心寺に遷した（→足利義詮の南征)。
さらに、正平20年/貞治4年（1365年）になると、正儀が綸旨の奉者（天皇の命令文書を発給する係）を務めることもあった（→和平交渉（1367年）)。この役目は、「天皇のもっとも信頼あつき廷臣」で、普通は腹心の公家しか与えられない立場である。後村上天皇の代では、他に例えば村上源氏久我流六条家庶流中院家の中院具忠や桓武平氏高棟王流（堂上平氏）の平時経などが務めた。このような、格式と信頼の両方が問われるはずの地位を、公家でないどころか、武家の中でも下級から中級程度の家格に過ぎない正儀が賜っており、この頃には身分の壁を越えた最大の寵臣となっていた。
正平22年/貞治6年（1367年）、南朝代表洞院実守の失態により和平交渉が失敗に陥りかけると、後村上天皇は急遽正儀を代表に起用して交渉を再開させ、さらに正儀を右兵衛督（のち左兵衛督）に昇進させて最大限に便宜を図っている。南朝の武士で左兵衛督にまで登ったのは、新田義貞と正儀のただ二人である。

### 槍の普及者

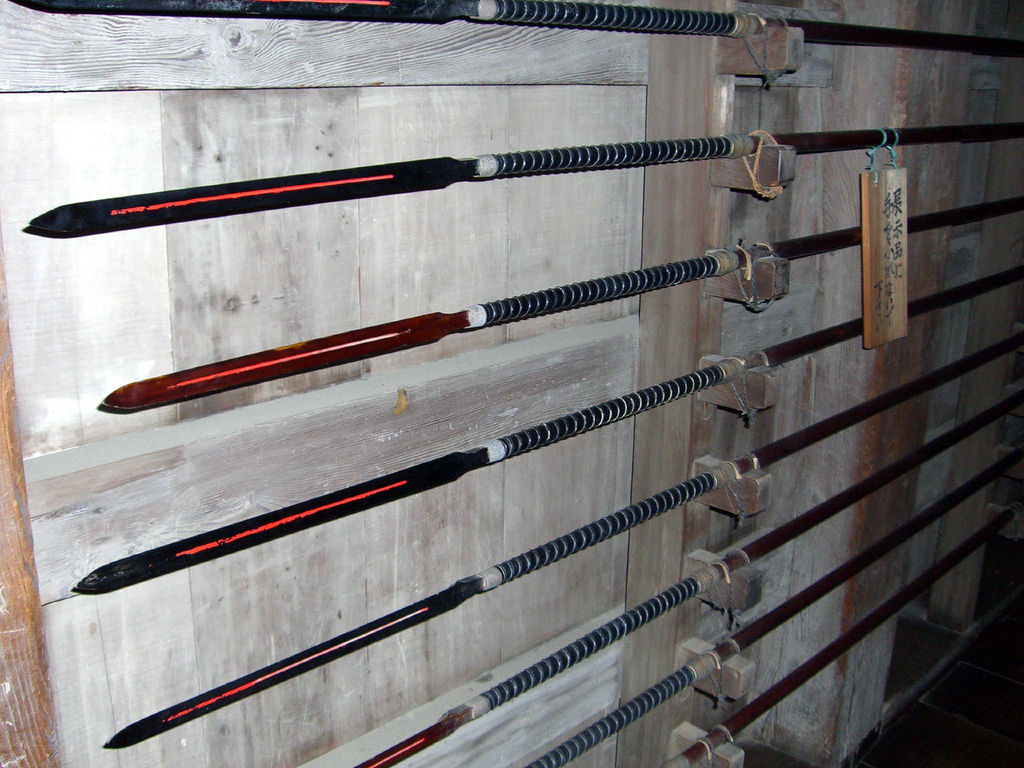
素鑓。

#### 概要
槍という漢字は日本では本来「ほこ」と訓んでいた。現代日本語の槍（やり）は鎌倉時代に発明されたが、普及したのは室町時代である。初め「ほこ」と区別するために、『太平記』の頃から国字の「鑓」という漢字が用いられた。細川清氏と共に、日本の合戦で初めて槍（やり）を広く普及させたのが正儀である。もともと1330年代初期、大光寺合戦で安達高景・曾我道性ら北条氏残党が既に槍を用いた戦法を編み出していたが、南北朝時代中期まで主流の戦い方は依然として馬上打物（太刀を用いた騎兵の一撃離脱戦）と歩射（弓歩兵）だった。しかし、1350年代から1360年代にかけて行われた京都攻防戦で、正儀と清氏によって、槍歩兵による密集陣形が市街戦に有効な武器であることが示された。太刀に比べて安価であることも利点だった。このため、明徳の乱（元中8年/明徳2年（1391年））が発生した南北朝時代最末期の1390年代までには槍を用いた歩兵戦が増え、応仁の乱（応仁元年（1467年））に至って、正儀らが編み出した槍歩兵による密集陣形が定着することとなった。詳細は次節以降に述べる。

#### 『雑々拾遺』説
江戸時代初期の藤原行定『雑々拾遺』（元和3年（1617年）跋）6巻10丁によれば、「［南朝の武将和田賢秀（楠木正季の子で、楠木正成の甥）が］暦応年間（1338–1341年）に手鉾（てぼこ）を改良して、鑓（現代日本語の槍）を初めて作り出した。これは短い武器に対抗するのに有利だからである。賢秀は鑓（槍）で大いに戦果を得た。その後、楠正儀が京都攻防戦の時に鑓（槍）を用いて敵を討つ事おびただしかった。これ以降、［鑓（槍）は］諸家に普及して、ついに武道の宝具となったのである」という。

#### 楠木氏以前の槍
『雑々拾遺』説のうち、和田賢秀が槍を発明したというのは誤りで、鎌倉時代末期の『拾遺古徳伝』（元亨3年（1323年））に槍の絵が描かれているから、鎌倉時代最末期に既に槍（やり）が存在したのは確実である。
また、「やり」という日本語、および「やり」が現実の合戦で用いられた史料上の初見も、暦応年間（1338–1341年）より古く、『南部文書』所載、大光寺城（現在の青森県平川市大光寺）で行われた大光寺合戦に関する元弘4年（1334年）1月10日に書かれた手負注文（負傷者リスト）に登場する。この戦いは、建武政権の北畠顕家側についた曾我光高と、北条氏残党の安達高景側についた曾我道性の間で行われたが、
建武政権側の武士の矢木弥二郎（矢木八郎）が北条氏残党に「矢利」（もしくは「やり」）で胸（胴中）を突かれて半死半生にあるという文書が、現在知られている「やり」の最も古い例である。
さらに、軍記物『太平記』でも、鑓（槍）という単語そのものは、流布本巻15「三井寺合戦幷当寺撞鐘の事附俵藤太が事」にはやくも登場し、建武3年（1336年）1月に行われた三井寺合戦で、「是を防ぎける兵ども、三方の土矢間より、鑓長刀を差し出して、散々に突きけるを」と、足利方の細川定禅の兵が鑓（やり）と長刀（薙刀）を使用している場面がある。

#### 楠木氏と槍
しかし、『雑々拾遺』説も、正儀が槍の普及者であるという部分については、一端の真実がある。
『太平記』では、前節の通り鑓（槍）という字そのものは巻15に登場するが、個人的武芸としての槍が印象的に登場するのは、流布本巻25「住吉合戦の事」で、正儀の兄楠木正行配下の武将のひとり僧兵阿間了願（安間了願）が馬上で柄が一丈（約3m）ばかりもある鑓（槍）を振るって暴れまわる場面である。
また、戦術としての槍が効果的に使われる場面に、巻30「吉野殿与相公林御和睦の事附住吉の松折るゝ事」がある。正平7年/文和元年（1352年）の京攻めの際（→第一次京都攻防戦、八幡の戦い）、正儀は一枚楯と算（横木）を組み合わせて即席の梯子を作り、京の民家の屋根に弓兵を配置したので、幕府の武将細川頼春は先に進むことができなかった。そこを正儀と和田氏の武将（和田正武？）の騎兵に挟み撃ちにされ、頼春は奮闘するも落馬してしまった。頼春は寝転びながらも太刀を振るって近寄る敵兵を斬りつけたが、最後は和田氏に仕える中間（ちゅうげん、武士と小者（雑務役）の中間の身分層）によって遠巻きに鑓（槍）で喉笛を突かれて討死した。後に三管領細川京兆家の祖と見なされた名門中の名門の武将が、正儀の槍を用いた戦術によって、名のある武将どころか武士ですらない者に討たれるという衝撃的なシーンである。なお、この頼春の嫡子が、のちに正儀の才能を高く評価し、その親友となる細川頼之である。
続けて、巻37「新将軍京落の事」では、正平16年/康安元年（1361年）に行われた京攻め（→第四次京都攻防戦）について、当時南朝方の細川清氏（頼春の甥で頼之の従兄弟）の進言で槍を用いた戦術が採用される。それによれば、都中心部に攻め上る途中、正儀ら南朝主力（大和・河内・和泉・紀伊の部隊）は楯を持った歩兵を一面に並べ、楯の裏から鑓（槍）・長刀（薙刀）で馬を突いて落馬させ、その隙に清氏率いる騎兵が遊撃部隊として幕府軍を側面から攻撃するという計画だった。なお、『太平記』だけではなく、『源威集』でも、この6年前の神南の戦い（→第三次京都攻防戦）で、清氏が鑓（槍）を装備している描写があるため、清氏が槍を好んでいたのは実際確かなようである。こうして正儀率いる槍歩兵と清氏率いる騎兵で進軍した南朝方だったが、佐々木高秀ら幕府軍は新しい陣形を警戒し恐れて攻撃を仕掛けなかったので、一度も戦うことなく京都を占領した。
『太平記』は軍記物であるから、頼春を討った武器が実際に槍であったかどうかなど、個々の事例については、史実かどうかきわめて疑わしい。しかし、『太平記』は正儀の存命中、北朝の中務大輔だったころに現在見る形が完成したから（→天野行宮攻防戦）、評判という意味では同時代史料であり、当時槍を利用した戦術・陣形が徐々に広まりつつあるという認識を著者たちが持っていて、正儀と清氏がその代表的戦術家と見なされたのは確かである。金子國吉は、新しい武器である槍が採用されつつあった理由を二つ挙げ、一つ目は、南北朝時代に歩兵の密集部隊編成が開発され、槍の突くという性質は、薙刀の振り回すという性質よりも密集陣形に適合していたこと、二つ目は、槍は太刀よりも廉価なため、経済力で幕府に劣る南朝方の兵にも揃えやすいというメリットがあったことが大きいとしている。また、『太平記』は伊勢宗瑞（俗に北条早雲）を初めとする後世の武将たちから、兵学書として研究されるなど、後世の軍事への影響は大きかった。
とはいえ、南北朝時代はまだまだ馬上打物による戦闘が主流であって、歩兵単独で騎兵に対抗できる訳ではなかった。花田卓司が南北朝時代の軍忠状によって京都での戦闘発生地をプロットした結果、この時代は人家が密集した地区での市街戦は稀だったことが判明した。騎兵主体のこの時代では、市街地では小回りが利かず戦いにくかったからと考えられる。これは、100年後の応仁の乱（応仁元年（1467年））で、市街地かどうかに関わらず、京都全域が戦場になったこととは大きな相違がある。花田は、この100年の間のギャップを埋める軍事革命として、それまでは市街での戦闘を避ける傾向にあったのに、前述の四回目の京都攻防戦ではむしろ市街戦を前提として、槍歩兵による戦闘の徒歩化が積極的に戦術に組み込まれたことを指摘している。その後、南北朝時代最末期の明徳の乱（元中8年/明徳2年（1391年））を描いた『明徳記』では歩兵戦の描写が多くなることから、南北朝時代をかけて徐々に戦闘の歩兵化が進んだことが、応仁の乱での戦域拡大に繋がったのではないか、としている。

### 戦略革命
呉座勇一は、賛否両論ある鈴木眞哉の「遠戦志向」論を支持し、槍の登場などは特に見るべきものではなく、南北朝時代には大した戦術革命など起こらなかったと主張している。一方、兵糧確保の手段が多様化したことや、籠城戦における後詰（攻城側の補給線を絶つ等、別働隊が籠城側を援護する戦略）、敵対する将兵への調略工作など、南北朝時代は戦略面での革命は顕著であり、こちらの新規性に注目すべきとしている。
正儀は、こちらの面でも、将軍足利義詮が大軍を率いて南征した際に、幕府の疲弊度を高めることで寡兵にもかかわらず南朝の滅亡を回避し、さらに幕府の重鎮細川清氏の調略に成功している（→南北相次ぐ離反）。その他、畿内の武将に対し積極的に調略行為を行っていたことが、『和田文書』や『淡輪文書』などの同時代史料で示されている。軍記物『太平記』の描写ではあるが、正平16年/康安元年（1361年）12月の京都攻防戦では、南朝の上層部でただ一人、敵の後詰による補給線の遮断について警鐘を鳴らし、攻めやすく守りにくい京都の無意味な占領作戦に反対するなど、兵站について鋭い考察を行う人物として描かれている（→第四次京都攻防戦）。

### 伝説・創作

#### 心少し延びたる者
軍記物『太平記』流布本巻31「八幡合戦の事附官軍夜討の事」は、歴史的事実と異なる逸話を捏造し、八幡の戦い（→第一次京都攻防戦）における正儀の性格・将才を酷評している。この合戦では、後村上天皇ら南朝方が3月11日（史実では3月15日）から八幡に籠城し、危機に陥っていた。『太平記』によれば、八幡での籠城から二ヶ月近くたった5月4日、正儀と副将の和田五郎は、援軍を集めて幕府軍の包囲を解かせるために、天皇を置いて先に包囲網を抜け出した。ところが、和田五郎は責任の重大さに精神を患って死に、一方の正儀は戦況を傍観して何もせずにいた、などと描写している。
しかし、史実ではこの時期、後村上天皇の退路を確保するために、南進して和泉国に押し寄せる幕兵と日夜連戦しており（→和泉防衛）、正儀が戦いも徴兵もせず傍観していたというこの『太平記』の描写は、歴史的事実と反する事実無根の中傷である。また、後村上天皇が脱出した後は、真っ先に召し出されて次の遷幸先の賀名生の戦況について意見を問われ、捕虜となっていた北朝上皇らの護送の大任も任されるなど、「謗らない人はいなかった」という部分も事実と反する。
もっとも、「心少し延びたる者」という評価は、慎重で勝算のない戦いは避けるという面を示しているともいえ、『太平記』でも智将として一定の評価はされている。『太平記』流布本巻34「和田楠軍評定の事諸卿分散の事」では、畠山国清が攻めてきた時には（→足利義詮の南征)、幾ら大軍がいようが国清には天・地・人の三つがないから恐るるに足りない（山間部を攻めるには「天」候と季節が悪い・「地」形的にこちらの方が防衛に有利・国清には「人」望がなく他の氏族から妬まれているから大軍の統率が取れない）、戦いとは兵数ではなく智謀・武略であると言って天皇や公家を安心させた。さらに、南朝の行宮（臨時首都）を、金剛寺行宮よりも安全な地域にある楠木氏の菩提寺観心寺に遷すように献策して受け入れられた。
また、『太平記』流布本巻34「平石城軍の事附和田夜討の事」では、戦をなるべく避ける賢将として、副将の猛将和田正武との性格の対比が描かれている。畠山国清の軍勢が赤坂城に押し寄せた時、正儀は「元来思慮深き」将として金剛山に後退することを主張したが、副将の正武は「いつも戦を先として、謀を待たぬ」将であったので正儀に反対し、幕軍の結城氏の陣に夜襲したという。逸話そのものの真偽はともかく、史実でも正儀は主戦派の長慶天皇とは仲が悪く、一方の正武は長慶天皇に一貫して仕えていたため、性格の比較としては的確に描かれている。
生涯にわたり京を巡り戦いを繰り広げているが、『太平記』では、南朝の公家らの性急な京奪還論には、批判的だったとされる（→第四次京都攻防戦）。

#### 捕虜を手厚く遇する
『太平記』によれば、捕虜に衣服や医薬を与えて解放するなど、人道家の一面も持っていた。兄の楠木正行にも類似の逸話が伝わる。
『太平記』流布本巻36「山名伊豆守落美作城事附菊池軍の事」では、正平16年/康安元年（1361年）9月28日、摂津国神崎橋で、正儀が流した虚報に惑わされて橋を渡る幕府の佐々木秀詮と佐々木氏詮の兄弟（佐々木秀綱の子で佐々木導誉の孫とされる）を、橋の両側から挟み撃ちにして敗死させた。ここで既に勝負の決着は付いたのだが、なんと幕府の出雲守護代の吉田厳覚が真っ先に逃げ出して橋板を落としたため、幕兵は橋から落ちて溺死する者が続出した。
この時、正儀は父の正成の仁恵を受け継いで情け深い人物であったので、野伏に捕らえられて捕虜になった敵兵を一人も斬らなかった。さらに橋に落ちた敵兵を河から救出し、裸になっていた者には小袖を着せてやり、傷を負った者には薬で治療してやった。こうして捕虜たちを手厚くいたわったあと、京に帰還させた。幕府の兵士たちは、負けた恥は悲しいけれども、正儀の温情に喜ばない者はいなかった、という。
ただし、『大日本史料』によれば、この日に戦があったという記録は現存しないため、史実というよりは正儀の性格を表現するために書かれた伝説である。

#### 佐々木導誉との粋な交流
『太平記』流布本巻37「新将軍京落の事」では、優れた武将でバサラ大名としても有名な粋人佐々木導誉とのやり取りが描かれる。
正平16年/康安元年（1361年）、南朝方が攻めてきて（→第四次京都攻防戦）、都から逃れる時、佐々木導誉は自分の館にはきっと名のある大将が占領に来るのだろう、と思い、館の様相を賓客をもてなす時のように立派に整え、さらに酒も用意して、遁世者二人を残して、南朝の武将が来たらその人物に酒を勧めるように指示した。
そこに一番目に入ってきたのが正儀である。導誉は細川清氏（当時南朝方の有力武将）の宿敵だから館を焼いてしまえ、と南朝上層部からの声がない訳でもなかったが、正儀は導誉の振る舞いを粋に思って館を全く略奪せず、さらに酒肴を導誉が用意したものより立派なものに替え、返礼として秘蔵の鐙と白幅輪太刀（しろぶくりんのたち、鞘などを銀で飾った太刀）一振り、それに郎党一人を館に置いていった。
世間の人は、導誉については情け深く風情ありと評し、正儀については博打屋の爺さんに出し抜かれて鐙と太刀を取られたのだなあと笑ったのだった。
以上の逸話が史実かは不明だが、二人は史実でも幸・不幸の両方で色々と係わりがあった。正平3年/貞和4年（1348年）1月5日、正儀の二人の兄が敗死した四條畷の戦いで、導誉は幕府方として活躍。同年2月8日、正儀と導誉は直に交戦し、導誉の次男の京極秀宗が戦死、導誉自身も負傷して後退（→吉野行宮陥落）。正平8年/文和2年（1353年）6月13日には導誉の長男佐々木秀綱が正儀の軍との戦いで討死（→第二次京都攻防戦）。このような戦場での不幸があった一方、正平22年/貞治6年（1367年）には、二人は両朝の和平派代表として協力し、講和の成立に尽力している（→和平交渉（1367年））。

#### 楠の木を元に戻す方法
『太平記』流布本巻34「二度紀伊国軍の事附住吉の楠折るゝ事」によれば、住吉大社の楠の木が倒れた時に、「楠の木＝楠木正儀のことだろう。官軍（南朝）総大将の正儀が倒れたら一体誰が後村上天皇をお守りするのだ」と大騒ぎになった。
すると、忠雲という僧正が説法して、「後漢の光武帝が貧しき民に恵みを施したら、枯れた槐の木が元通りになった」「応和の頃（村上天皇の時代）比叡山の僧兵たちが託宣に従って武器を捨てたら、枯れた数千本の松が元通りになった」と解説し、これを見習った行動を官軍（南朝）が実行すれば、きっと楠の木も元通りになるだろう、と説いている。
現行の『太平記』は正儀が北朝の中務大輔として北朝・室町幕府の有力者だった時に完成しており（→天野行宮攻防戦）、『太平記』成立後、史実では正儀は南朝に和平派が増えた頃を見計らって帰参したことや、正儀によって擁立された後亀山天皇が民の苦しみを取り除くために南北朝合一を締結したと証言していた（『兼敦朝臣記』）ことを考えると、この話の成立過程について、色々と想像の余地があるが、詳細は不明。

#### 熊王の敵討ち
室町時代の説話文学『吉野拾遺』でも、正儀が情愛の深い人物だったという物語が描かれる。
赤松光範家臣の宇野六郎という武士の息子の熊王が、正儀の軍によって討死にした父の敵討ちをしたいと光範に申し出た。光範は自分のために死んだ家臣の子だから、形見同然であると言って最初は許さなかったが、熊王が強情を張ったので、光範は一度も手放したことのない愛用の宝刀を熊王に与えた。そこで熊王は、正儀のもとに行き、光範とその悪臣に父からの相続の遺領を奪われたと嘘を言って正儀に仕え、殺害する機会をうかがった。
ところが、正儀は熊王を大層可愛がったので、熊王にも徐々に迷いが出てきた。その後、熊王が15歳になると、領地を与えようと言ったが、熊王は戦場で手柄を立てていないからと言って断った。敵討ちの決意を鈍らせないため、熊王は父の七回忌の日に正儀暗殺を決行しようと心に決めた。しかし、それを知らない正儀は、当日、楠木氏同族河内和田氏の棟梁和田正武を烏帽子親として熊王に和田小次郎正寛（まさひろ）という名を与え、正式に楠木氏の一員に迎え、しかも後村上天皇がかつて正儀に下賜した鎧を熊王に授けた。
あまりの恩情に熊王は泣きながら経緯を語って詫び、自害しようとしたが、正儀らも泣き出して熊王を取り押さえ、自害を阻止した。熊王は敵討ちを諦め、父の仇を討つための刀で、自分のもとどり（髪を上に束ねた部分）を切り、僧となることを決意した。その後、河内国往生院（正儀の兄の正行に縁があると伝承される寺）で出家し、赤松光範に宝刀を返すと、正儀から授かった漢字は変えずに正寛（しょうかん）法師と号して、余生を過ごしたという。

#### 三人法師
室町時代末期に書かれた御伽草子『三人法師』にも正儀は脇役で登場、自分から離反した部下の子らにも情けのある人物として描かれる。この時期の書籍としては珍しく、正儀が北朝に投降した歴史的事実を拾っているのが特徴である。
この物語は三話構成で、最後の話が玄梅という僧、俗名を篠崎六郎左衛門という人物によって語られる。六郎左衛門の父の篠崎掃部助は楠木正成の一族で、湊川の戦いでも正成に殉死するほどの重臣だった。六郎左衛門自身も正行のもと武将として四條畷の戦いに参戦し、生き延びた後は正儀に仕えていた。しかし、正儀が足利方に投降すると聞くと、抗議の意から出家して僧侶となり、「玄梅」と名乗った。玄梅が諸国放浪して故郷に帰ってくると、妻は病死し、子の姉弟は日の暮らしにも困窮する有様だった。
当時、京都では、聖徳太子が開基して正儀が再興させたという「ほうにんじ」という寺で説法があり、姉弟が母の供養にと遺骨を持ち運んだ。姉弟が不遇を嘆いた和歌二首が詠まれると、僧侶も聴衆も泣き出し、出家するものが続出した。玄梅は子を愛しく思い名乗り出ようとしたが、一方で、愛着の煩悩に囚われるのではないかという恐怖を感じて、その場から急いで離れ、高野山で仏道に専念することにした。この事件を耳にした正儀は、玄梅の子らの境遇を不憫がり、玄梅の息子を家臣に取りたてて篠崎氏を再興させ、娘が比丘尼（正式な手続きで出家した尼僧）になれるように取り図らったという。
江戸時代の伝説によれば、その後、玄梅は樟葉道心と名乗って大阪府枚方市久親恩寺を開基したという（→墓所・史跡など）。なお、この御伽草子には、谷崎潤一郎による翻案が存在する（→関連作品）。

#### 愛刀
軍記物『足利治乱記』巻1では愛刀の太刀の名前は「龍尾（たつのを）」とされ、北朝に帰順する時に義満に譲与した。江戸時代の曲亭馬琴の文学作品『松染情史秋七草』巻2もこの場面を採用している。なお、江戸時代の伝説では、父の愛刀は国宝「小龍景光」とされるため、（後世の伝承ではあるが）親子で「龍」繋がりの武器を所持したことになる。

## 評価

### 『太平記』史観
能力・人格・功績を高く評価され破格の出世を重ねた生前の評判（→後村上天皇との関係、→北朝での待遇、→参議昇進）に反し、軍記物『太平記』では父と兄に比べて劣る凡愚な将とされ（→心少し延びたる者）、江戸時代までの南北朝時代史は基本的に『太平記』をベースとしたため、評判が芳しくなくなった。
なお、『太平記』は1338–1350年ごろから編纂が続けられていたが、現在の形は1375–1379年ごろに完成したと考えられている。これは管領の細川頼之と、1374年ごろに中務大輔に任じられた楠木正儀が幕府の実権を握っていた期間に当たり（→細川頼之と協同する）、それを反映してか『太平記』では、正儀の父の正成は「三徳兼備」＝儒学思想上最大最高の聖人・英雄として絶賛され、また最終巻の最終章は頼之を主人公として未来への期待で締めくくられる。しかし、頼之の右腕だった当の正儀があまり良く描かれていないのはやや不思議である。正儀自身が謙遜して自分の業績を飾らせなかったのか、あるいは政敵が悪評を流したのかどうかは、史料が少なく判然としない。
江戸初期は、史料の不足もあり、正儀の北朝投降は疑われていた。江戸時代最大のベストセラーの一つだった陽翁『太平記評判秘伝理尽鈔』（1600年前後？）では、正儀が北朝に投降した事実は書かれず、最後まで東条に踏み止まって死去したとされている。その他、『編年小史』『歴代備考』『将軍家譜』『桑華紀年』『本朝通紀』等はいずれも北朝帰順を全く記載していない。井沢蟠竜(1668－1731)も『広益俗説弁』残編巻三の士庶「楠正儀足利家に降参の説」で『後太平記』の文章を引用し、北朝投降を否定した。林春斎（1618–1680年）が『続王代一覧』『続本朝通鑑』で北朝帰順を記載したが、偽書に拠ったのだろうとか、たとえ事実であるとしても世に知らしめるのは不都合であろう等々の非難を浴びた。その後、元禄（1688-1704年）ごろに跡部良賢が『楠木正儀降参考』を著して『花営三代記』『後愚昧記』などの古史料によって北朝投降が確実であることを考證し、続いて徳川光圀『大日本史』も正儀の北朝投降説を支持したことから、ようやく議論に決着が付いた。
北朝投降の真偽が確定したため正儀の行動への評論が試みられるようになり、批判論と擁護論の両方が存在した。
徳川光圀『大日本史』では、父の正成が第169巻（列伝第96）をいわゆる「忠臣」勢と共に丸ごと当てられているのに対し、正儀は第177巻（列伝第104）で語られる宇都宮公綱ら9人の中の一人に過ぎず、しかも順序は8番目と、非常に扱いが小さい。また、『太平記』での人物評を簡約して「為人遅重好謀（略）」と、謀略を好むあまり機敏性に欠ける性格と否定的に評し、負けることは少なかったもののそれは過剰に慎重派であったためで、さらに臨機応変ではあったがそれが正儀の短所であると、暗に北朝投降を非難している。ただし、光圀は正儀の去就に相当な関心があったらしく、古文書の『観心寺文書』を熟読していた際には、参議と称する人物の花押が正儀のものであることを一目で見抜き、正儀が南朝で参議に昇進していたという新事実の発見を『大日本史』にも載せるよう、中村篁渓・鵜飼錬斎・佐々宗淳（いわゆる助さん）らに命じ（『御意覚書』）、研究史に大きな貢献をしている。
大村藩の儒家松山飯山は、安政3年（1856年）に、父が忠臣であるのに子が孝子でなかった代表例として、楠木正儀と結城親朝（南朝の重臣結城宗広の嫡子で、後醍醐天皇の寵臣三木一草の一人結城親光の兄だが、晩年に北朝側に離反）を挙げている。
一方、松島履郷（1814–1844年）は、正儀を忠孝仁慈の深い人物と称賛し、北朝帰順は主戦派の長慶天皇と相容れず、その怒りに触れたためであり、北朝内にあっても深謀遠慮によって南朝のため色々と手を尽くしたのだが、ついに長慶天皇はそれを理解することがなかったのだと、正儀を弁護している。
頼山陽も正儀に好意的であり、『日本政記』（天保3年（1832年）脱稿、弘化2年（1845年）刊）で弁護している。頼山陽の推測によれば、細川清氏の南朝帰順時に、清氏と共に京を攻めるよう命じられると、正儀は反論して、別に清氏の力を借りなくても、自分の軍才なら京を落とす程度は一人で容易くできるが、立地的に占領を維持するのが難しい、それよりも戦力を蓄えるべきだと難色を示した。長慶天皇即位後にも同様の意見を述べたが、これが逆鱗に触れ、帝からの命令を受けた楠木宗族から一方的に攻撃を受けたため、北朝に寝返らざるを得なくなった。ここで、もし名将である自分が南朝にいたままだったら北朝との接戦になりかえって南朝を損耗・衰退させてしまっただろうが、自分が北朝にいる限り、南朝は良将を欠くから無駄な争いはしないであろうし、北朝もまた自分を差し置いて無理に南朝に攻撃を仕掛けないだろう、と南北朝間の戦乱を止めるための盾になることを決意したという。

### 皇国史観による非難
明治時代になると、東京帝国文科大学史料編纂掛編『大日本史料』等、第一級の史料が整備され、『太平記』に拠らない評価をすることも理論上は可能となった。ところが、今度は南朝を唯一正統の朝廷とする皇国史観のもと、「国家に殉じた忠臣」と見なされた正成と正行に対し、正儀は二人の後継者でありながら、南朝と北朝を渡り歩いた変節漢と見なされ、栄えある忠義の一族の汚点・恥部として存在そのものがタブー視された。
なお、14世紀半ばの歴史書『梅松論』では、正成が後醍醐天皇に諫言して足利尊氏と有利な条件での早期講和を勧める場面が描かれるなど、正成はただ盲目的に忠を尽くした訳ではなく、子の正儀と同様に和平を重んじる妥協主義者・現実主義者としての側面も相当にあった。しかし、こういったエピソードは「賊党」足利氏の史書として、皇国史観では意識的に無視された。
戦前には、父の正成が正一位、兄の正行が従二位を贈位され、息子の正勝・正元や、親族の和田正遠・楠木正家なども揃って位階を追贈されているのに、彼は贈位を全く受けていない。
綿密な史料研究から長慶天皇の在位を確定させた実証的研究者八代国治ですら、正儀を日本の歴史上最も疑問とすべき人物であり、天皇家に背き、父兄の徳を傷つけ、家声を辱めた武将であると、口をきわめて非難している。また、おそらく正儀はその生来の間の抜けた性格が、山名時氏・仁木義長・細川清氏ら北朝武将からの影響を受けて背信行為を何とも思わない風に悪化したのではないだろうか、と嘲っている。

### 正儀への弁護
戦前においても、少数派ではあるものの、正儀への弁護を試みる者は存在した。当時は父の正成が理想的な忠臣と論評されていたため、「父と違って」正儀は現実主義だったという評価が多かった。
藤田精一は正儀に好意的で、北朝への帰順とその間の和平交渉の失敗については「得し所は、不忠・不孝の汚名のみ」としつつも、汚名を覚悟してまで自らの平和主義を追求しようとした時の正儀の心境を同情的に見ている。さらに、総評としては「英雄」と呼び、「楠木正儀は寧（むし）ろ平和の謀士なり。勇悍敢為、勝敗を乾坤、一擲の決戦に争ふの猛将にあらず。而（しか）も資質、貞実・沈深にして温情に富む」と、無益な争いを避ける思慮深い賢将であったことを称賛している。また、たびたび講和を主宰したことについて、優れた武将であると同時に、優れた政治家でもあったと評価している。
久米邦武や坪井九馬三らもまた、頼山陽ら江戸時代後期の正儀擁護論に則り、北朝帰順は主戦派との抗争に敗れた結果で仕方のないことであったとしている。
研究者以外では、言論人徳富蘇峰も、1935年、大阪毎日新聞紙上で、正儀の冤罪をそそぎたいと表明し、楠木正儀と細川頼之は南北両朝の妥協派代表であったとし、二人で共に手を取り合って南北朝合一への土壌を築いたことについて、「親父の型をふまずして、親父の志を成した男」と評している。
一般書籍では、少年向けの図書である春藤与市郎『武士道史談』（昭和10年（1935年））も、北朝への帰順には疑問を示しつつも、兄の正行が父の武勇を受け継いだのに対し、正儀は父の智謀を受け継ぎ、楠木氏の血筋を絶やさぬように慎重に生きた人物であり、最終的に南朝に戻ったことからも二心はなかったとし、「世の誤解を受けながらも苦忠を守った」立派な人物であると評している。
文芸では鷲尾雨工が正儀を主人公とする『吉野朝太平記』を著し、1935年に第二回直木賞を受賞している。

### 再評価
戦後は、戦前と一転して南北朝時代そのものが学術研究・大衆文芸の両方の興味の対象から外れがちになったため、正儀は戦前と変わらず歴史の闇に埋もれたままとなり、再評価の機会自体が中々与えられなかった。
20世紀末に至って、南北朝時代の新研究が進むと、徐々に正儀への再評価がなされるようになった。林屋辰三郎は、南朝内での和平派の勃興や、後亀山天皇の即位には、正儀が主導的役割を果たしていたのではないかと指摘している。森茂暁は、正儀が南朝の軍事的支柱だったとし、また和睦に尽力し、南朝内での和平派の土壌を築いた人物として評価している。亀田は、「偉大だった父と兄の血を受け継［ぐ］有能な武将」「柔軟な現実主義者」としている。2019年3月2日には、大阪市立中央図書館で生駒孝臣による講演会が開かれ、「南北朝時代を代表する武将」との評価を受けている。
また、在野の著述家の小池明も、正儀を父・正成の「君臣和睦」の思想を追求した人物として称賛している。
大衆文芸でも徐々に注目されるようになり、1990年の大谷晃一による小説を皮切りに、以降、小山龍太郎や阿部暁子らが正儀を主要人物とした作品を発表している（→関連作品）。

## 墓所・史跡など

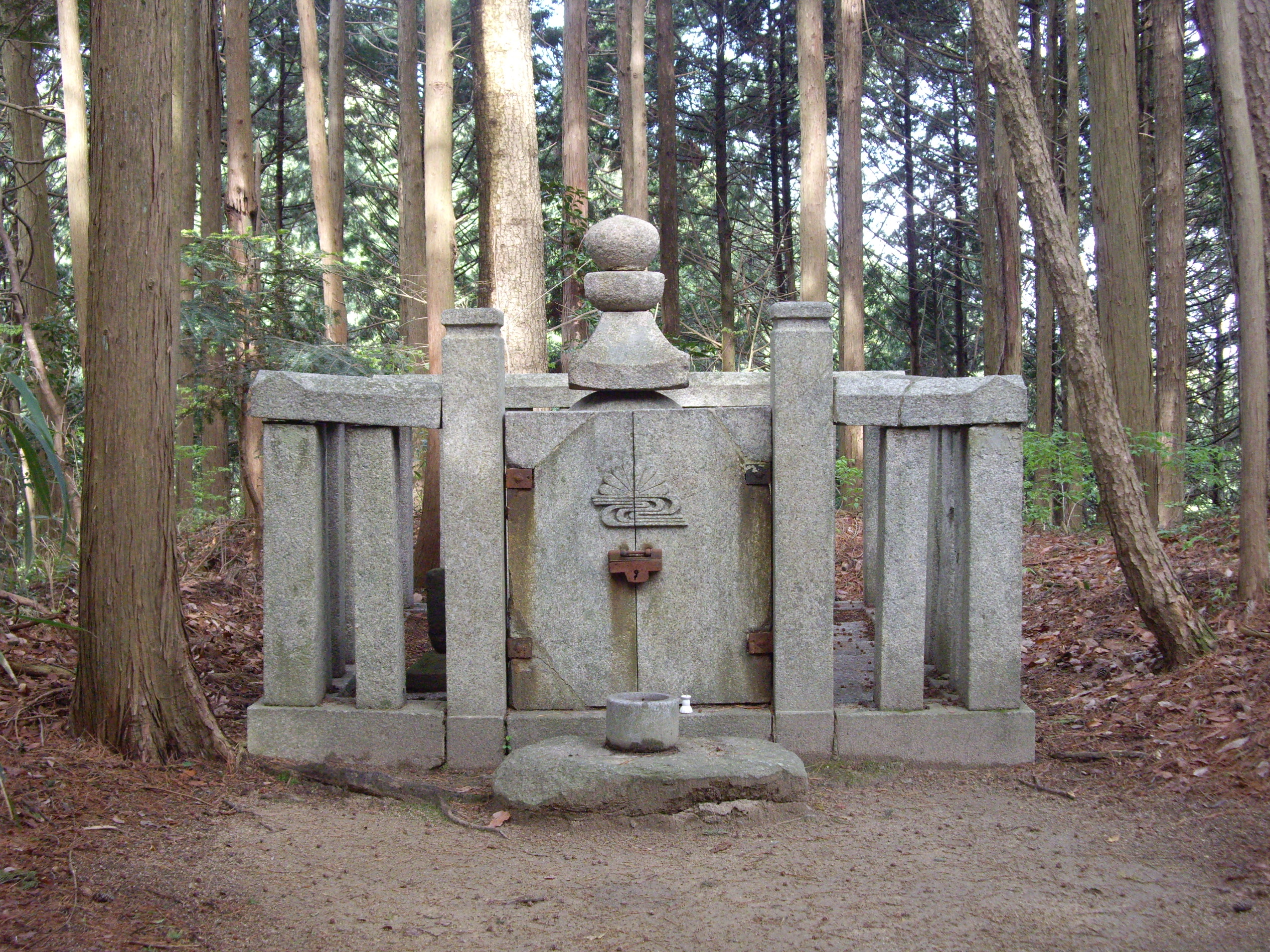
楠木正儀の墓（大阪府千早赤阪村）

日部神社 - 大阪府堺市西区草部
本殿前の石燈籠（国指定重要文化財）は正儀の寄進によるものという伝説がある。この伝説は『和泉名所図会』（寛政8年（1796年））第2巻にも記載されている。刻文によれば「和泉国大鳥郡草部上条／牛頭天王燈炉也正平廿二／二年己／酉卯月八日」とあり、正平24年/応安2年（1369年）4月8日に、牛頭天王を奉じて寄進されたものである（当時、同地に牛頭天王を祭神とする八坂神社の分社が存在した）。また、「正平」の年号を使用しているように、当時ここは南朝の領地だった。
同神社の存在する草部郷上条は、正平4年/貞和5年（1349年）12月2日に、南朝の後村上天皇によって楠木氏の菩提寺である観心寺に寄進されているから（『観心寺文書』）、この石燈籠が楠木氏ゆかりである可能性は否定できない。ところが、前記の文が刻まれた日は、正儀が北朝に出奔し、4月3日に将軍足利義満に面会してから5日後に当たり（→北朝へ出奔）、しかも北朝の「応安」ではなく南朝の「正平」の元号を使用している。仮に正儀が寄進したとするならば、南朝在籍時に石工へ発注したのだが、その直後に北朝へ亡命したため、裏切り者と扱われて落成の現場に立ち会えず、寄進者として名前も刻まれなかったという経緯になる。
久親恩寺 - 大阪府枚方市
当寺の開基とされる樟葉道心（くずはどうしん）は、『三人法師』（→三人法師）に登場する篠崎六郎左衛門（正儀の旧臣）と同一人物という伝承がある。確実なところでは『久親恩寺縁起略記』（宝永5年（1708年））まで遡ることが可能。阪口弘之によれば、篠崎を主人公とする浄瑠璃『くずは道心』（延宝2年（1674年）4月刊）は、時期的に久親恩寺再興（延宝3年（1675年））に便乗して書かれたものと見られるため、正儀旧臣の篠崎と久親恩寺を結びつける伝説は、17世紀後半には既に存在したのではないかという。
また、同寺には正儀の名前が書かれた過去帳が保管されていたが、2016年の火災により焼失した。
五輪塔（伝・正儀の墓所） - 大阪府千早赤阪村
正儀の墓所説がある五輪塔。少なくとも1903年には、墓前に二基の石燈が存在し、その石燈には「延宝八年閏七月従五位下源良総」とあった。かつて千早赤阪村は下館藩（石川氏）の飛び地の領地だったため、おそらく石燈は延宝8年（1680年）閏7月に藩主が寄進したと考えられる（石川総良？　諱が逆転している理由は不明、底本の誤植か）。この五輪塔がいつごろから正儀の墓とされるようになったのかは不明だが、『河内名所図会』（享和元年（1801年）刊）や、中山利質編『南木誌』（嘉永2年（1849年）序、文久2年（1862年）刊）には正儀の墓として掲載されているため、遅くとも18世紀末までには正儀の墓であるとの説が広まっていた。なお、1903年の時点では、地元の住民から「首塚」の異名で呼ばれていた。
その他の墓所
1903年の時点では、奈良県吉野郡十津川村や京都府宇治市六地蔵などにも墓所があったと言われているが、詳細不明。
香具波志神社 - 大阪府大阪市淀川区加島
かつて「正儀駒つなぎ樟（まさのりこまつなぎくす）」という樹齢800年の楠の木が存在し、大阪府第二位の楠と言われ、昭和13年（1938年）に天然記念物に指定された。しかし、公害のためか昭和43年（1968年）に枯死した。昭和51年（1976年）に幹も切られ、2016年現在は切り株の上に小祠が断っている。『香具波志神社千年史』によれば、正平16年（1361年）ごろ、神崎橋で佐々木秀房らと戦う前に、正儀は当神社で戦勝祈願をし、その時に乗馬を繋いだのが「正儀駒つなぎ樟」であったという（→捕虜を手厚く遇する）。もっとも、その年に史実として秀房との戦があったとは考えにくいため（当該節参照）、軍記物『太平記』の成立後に出来た伝説と思われる。史実では、正平7年/文和元年（1352年）3月17日に正儀は神崎で赤松光範らと戦って敗走しているため（→第一次京都攻防戦）、仮に当神社を訪れたことがあるとしたら、この日と推測される。

## 系譜

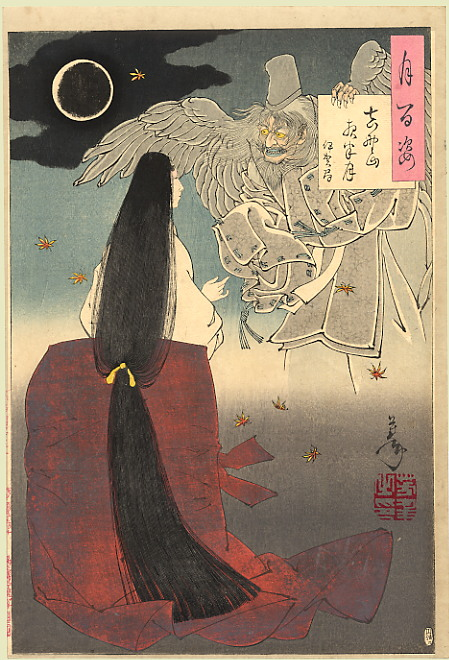
『吉野山夜半月』（月岡芳年『月百姿』）正儀の正室という伝説がある伊賀局が藤原基任の亡霊に遭遇した場面。

正儀の子について、絶対確実と言える事実は少ない。一次史料で確実なのは、元中7年/明徳元年（1390年）4月4日ごろには、正儀の後継者と思われる「楠木右馬頭」という人物が南朝で活動していたことである（『南狩遺文』）。基本的に、正儀の子孫は伊勢国を活動拠点として、後南朝の運動に加わったようで、応永22年（1415年）、伊勢国司北畠満雅が室町幕府に反抗したときは、それに呼応して戦った（『満済准后日記』応永22年7月24日条および大和興福寺関係文書『寺門事条々聞書』）。
応仁の乱（応仁元年（1467年））の時に至っても、守護畠山義就が河内・紀伊は「楠木分国」（楠木氏の領国）であると真面目に語るほど、楠木氏はそれなりの勢力を有していた（と思われていた）ようである（『大乗院寺社雑事記』文明2年5月11日条）。その後、戦国時代には楠木兵部大輔が伊勢国の小大名として活動したほか（『言継卿記』天文22年11月24日条、天文23年3月19日条、弘治2年9月条
）、織田信長や豊臣秀吉の右筆楠木正虎も育ちは伊勢国神戸出身である。
江戸時代の『群書類従』版『橘氏系図』で息子とされる人物は以下の四人。
- 楠木正勝 - 通称は小太郎[278]。一般に、一次史料の「楠木右馬頭」と同一人物とされる。正勝の子正顕の子孫と称する伊勢楠木氏の家系図『全休庵楠木系図』（慶安年間（1648–1652年）写）[279]ほか、『渡辺系図』[注釈 12]など他氏の系図にも登場する。
- 楠木正元 - 通称は二郎[278]。『桜雲記』『後太平記』などの物語で、正勝とセットで登場することが多い。
- 楠木正秀 - 通称は二郎左衛門[278]。戦国時代に楠木氏への勅免を得ることに成功した書家楠木正虎（大饗正虎）の先祖とされる人物。四兄弟の中では唯一『尊卑分脈』版『橘氏系図』にも掲載されている[281]。なお、正虎の子孫の讃岐楠木氏は、楠木正儀の書状を所持しているから（『大日本史料』6編19冊250頁所載『讃岐楠文書』[7]）、正儀本人かはともかく、少なくとも正虎が正儀とかなり近い人物の子孫なのは確かと考えられる。
- 楠木正平 - 通称は新平[278]。『群書類従』版『橘氏系図』では、なぜか大饗正虎と楠木正虎は別人扱いとなっており、正秀の子孫が大饗正虎、正平の子孫が織田信長に仕えた著名な方の楠木正虎となっている[278]。論拠は不明。少なくとも、当の楠木正虎の子孫である讃岐楠木氏は、楠木正虎＝大饗正虎としていて、正平ではなく正秀を家祖に仰いでいるため[282]、正平の実在性は四兄弟の中では最も薄い。

史実上の妻は不明。伝承では、新田四天王篠塚重広の娘で、和歌に優れさらに男よりも力が強かったという伊賀局なる人物が正室であったとされる。これは16世紀の説話集『吉野拾遺』や、茨城県岩井市幸田の篠塚家に伝わる『篠塚家系図』に拠る。一方、九州の星野家の『星野家譜』では、伊賀局は篠塚伊賀守の「妹」とされ、正儀ではなく新田義貞との間に操という娘がいたという。
創作上でよく採用される説として、『上嶋家文書』の家系図では、能楽の大成者観阿弥の従兄弟とされる。ただし、表章など能楽の研究者はこの系図を偽書であると退けている。また、一休宗純の祖父、もしくは曾祖父とする巷説もある（詳細は一休宗純の項目参照）。

## 関連作品
評伝
- 生駒孝臣『楠木正行・正儀　この楠は正成が子なり、正行が弟なり』ミネルヴァ書房〈日本評伝選〉、2021年。ISBN 4623092216

小説
- 谷崎潤一郎『三人法師』初刊は1929年。新版「全集 第14巻」中央公論新社、2014年。青空文庫所収。
- 鷲尾雨工『吉野朝太平記』全5巻。1935年に第二回直木賞受賞作。新版（富士見書房・時代小説文庫／誠文図書）
- 大谷晃一『楠木正儀』河出書房新社、1990年。ISBN 978-4309006093。
- 小山龍太郎『南北朝太平記―楠木正儀の闘い』三一書房、1991年。ISBN 978-4380912276。
- 阿部暁子『室町繚乱 義満と世阿弥と吉野の姫君』集英社〈集英社文庫〉、2018年。ISBN 978-4087456950。

舞台
- 桜嵐記（宝塚歌劇・月組公演）（2021年、演：青年期・月城かなと、老年期・光月るう、少年期・一乃凜）